# 岡崎城公園
岡崎城公園 （おかざきじょうこうえん）は、愛知県岡崎市にある公立の都市公園（歴史公園）である。
名鉄名古屋本線東岡崎駅の西方、岡崎城を中心とした歴史公園。春は桜の名所として知られる。
日本さくら名所100選に選定されている。夏は花火大会で賑わう。

## 沿革

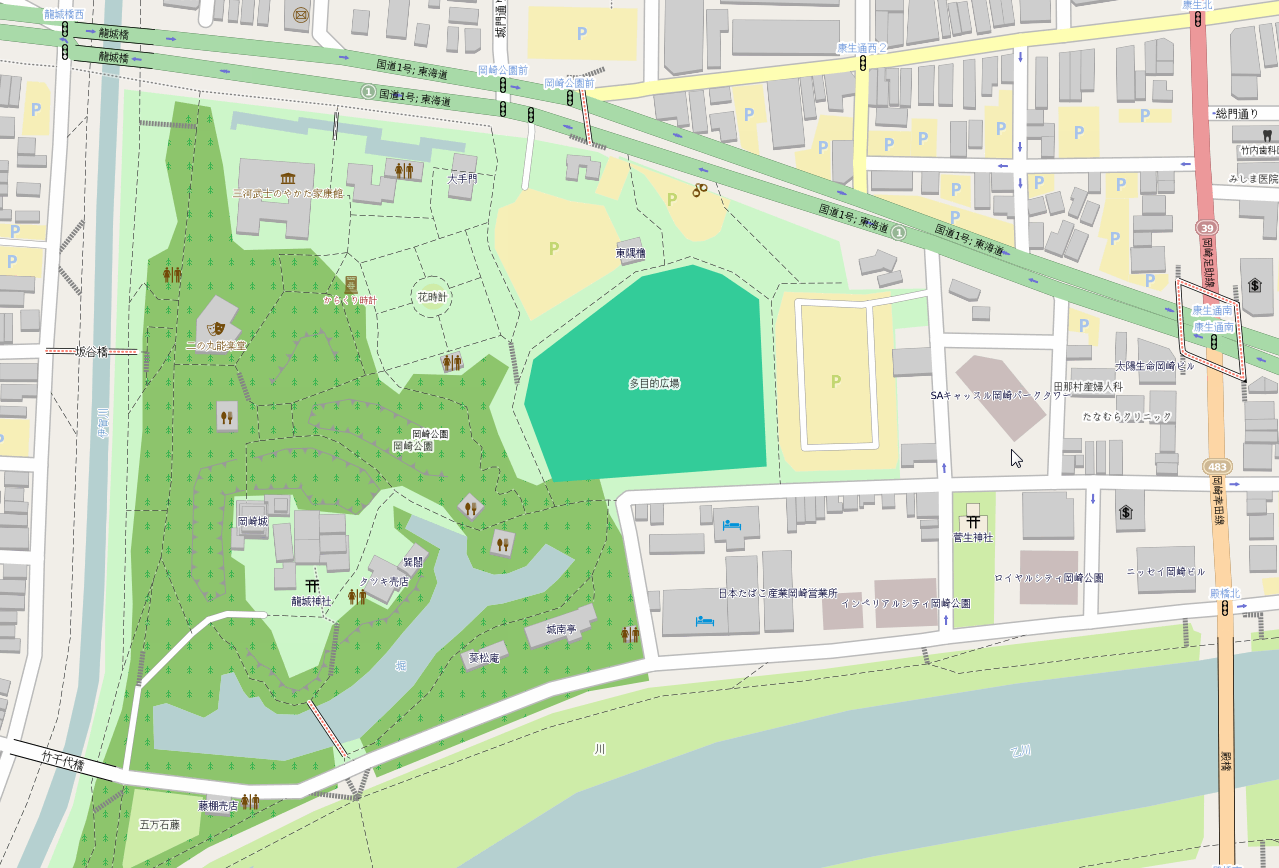
愛知県岡崎市康生町・康生通西・康生通南。岡崎公園は国道1号と乙川の間に位置する。

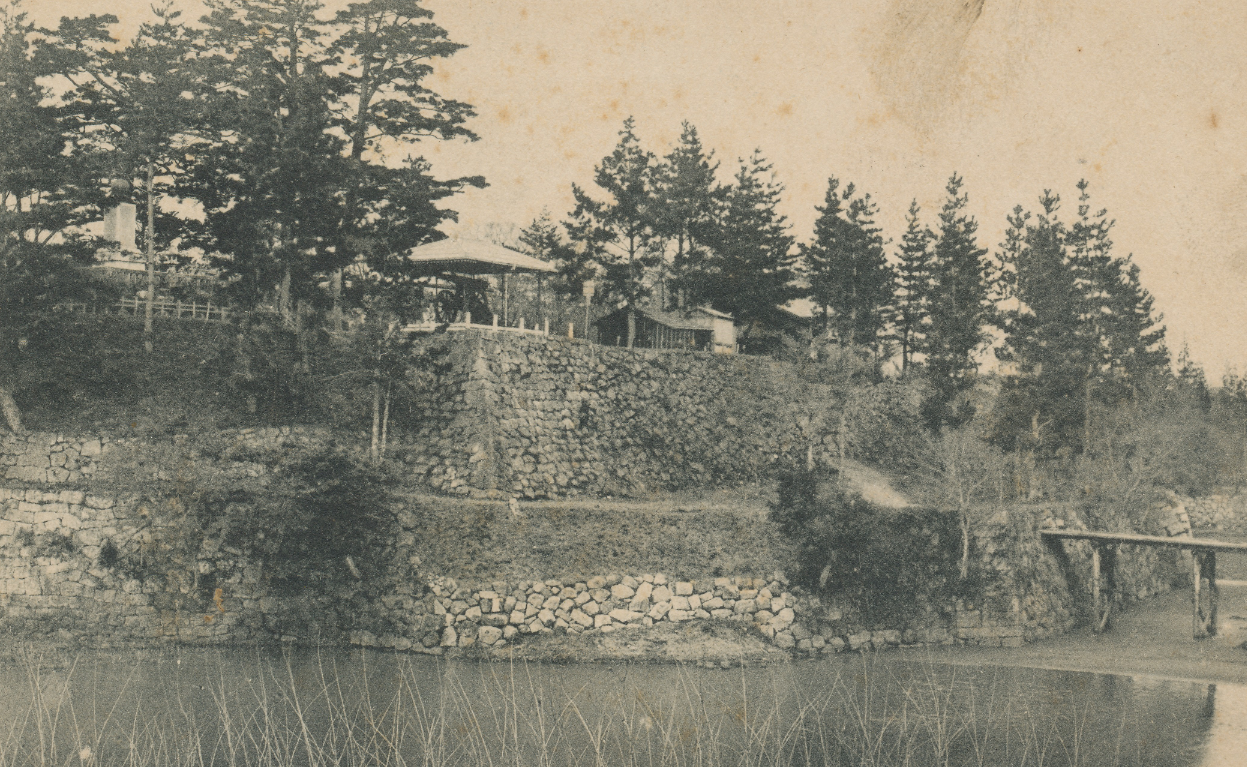
明治末～大正期の岡崎公園

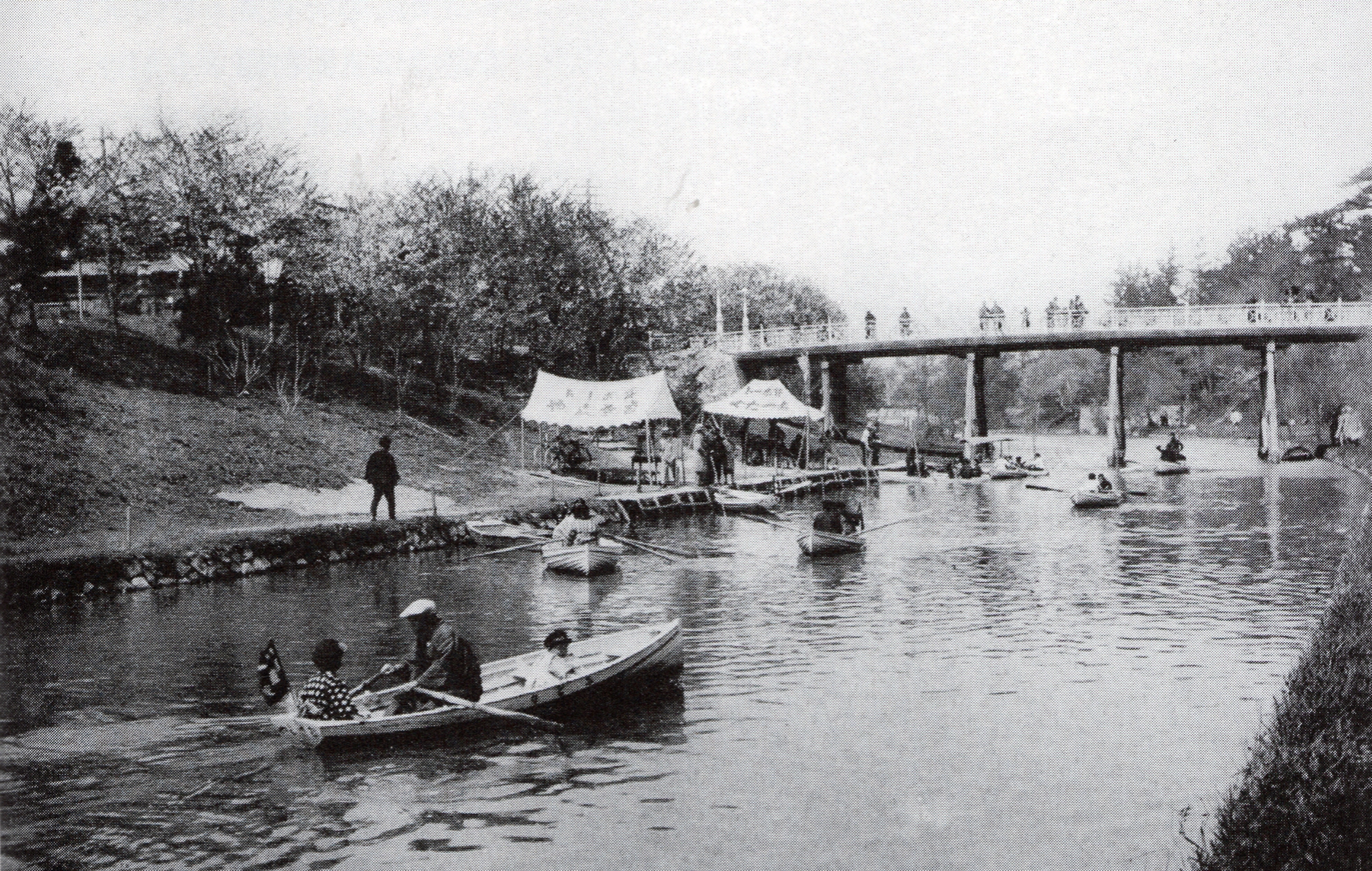
岡崎公園でのボート遊び。現在の竹千代橋付近。1926年頃撮影。

### 1880年代 - 1930年代
- 1885年（明治08年）、取り壊された岡崎城郭跡地に対し保存運動が起き、県より城址公園の許可が下りる[5]。
- 1917年（大正06年）、改修。
- 1919年（大正08年）、旧岡崎藩主17代目・本多忠敬（ただあつ）から岡崎市へ公園用地の寄付がなされる[6][7]。6月17日、岡崎市会は寄付採納を議決[8]。そして本多静六と田村剛に公園の設計を依頼し同年度から工事に着手[8]。
- 1923年（大正12年）1月7日、岡崎市立図書館が開館[9]。場所は現在の三河武士のやかた家康館付近にあった。
- 1924年（大正13年）、工事完工。
- 1933年（昭和08年）3月6日、貸ボートが始まる[10]。

### 1940年代 - 1970年代
- 1945年（昭和20年）7月19日、岡崎空襲により公園内の図書館と県立岡崎病院（現・岡崎市民病院）は焼失。
- 1948年（昭和23年）2月10日、龍城神社が焼失[11]。
- 1950年（昭和25年）10月28日、第5回国民体育大会の会場としてバレーボール大会が5日間開催される。図書館西にメインのコートが4面、運動場にサブのコートが8面、練習用コートが2面用意された[12]。
- 1957年（昭和32年）、動物園が開設される[5]。動物園には鹿、猿、クマ、カンガルー、クジャク、オオヅルなどがいた[13]。
- 1958年（昭和33年）7月15日、小瀧喜七郎翁胸像の除幕式が行われる[14]。
- 1959年（昭和34年）3月30日、鉄筋コンクリート造の岡崎城が再建。完工式が行われる[15]。
- 1960年（昭和35年）、花時計完成（高野精密工業製）[16]。
- 1963年（昭和38年）5月8日、藤棚「五万石ふじ」が市の天然記念物に指定された[17]。
- 1964年（昭和39年）4月25日、巽閣焼失[18]。
- 1965年（昭和40年）4月1日、家康公350年祭を記念して[注 1]、徳川家康の銅像が建てられた[20][21]。制作は碧海郡桜井町出身の彫刻家、高村泰正[22]。5月24日、巽閣が復元新築される[18]。同年、オカダヤより寄贈を受けて桜の木1千本を植樹[23]。
- 1966年（昭和41年）2月、皇居の鳩101羽が送られる[18]。東京市政調査会の田中副会長の仲介により実現した[24]。
- 1967年（昭和42年）、体育館完工。

### 1980年代 - 1990年代
- 1980年（昭和55年）1月16日、遊園地（観覧車等）を廃止[25]。
- 1981年（昭和56年）9月9日、中根鎭夫市長は、三河武士のやかた家康館の建設工事に伴い、岡崎公園内の動物園の一部を東公園に移設すると市議会で発表した[26][27]。
- 1982年（昭和57年）11月3日、三河武士のやかた家康館が開館。
- 1983年（昭和58年）、市は「城址公園整備基本計画」を発表。あわせて市民から意見を募るために城址公園整備懇談会を発足させた（会長は元衆議院議員の太田一夫）[28][29]。
- 1987年（昭和62年）4月、ニホンジカ10頭が東公園動物園に移動[30]。
- 1989年（平成元年）7月28日、日本の都市公園100選に選定される。10月28日、茶室落成[31]。11月1日、岡崎城二の丸能楽堂が一般オープン[32]。
- 1990年（平成02年）2月、日本さくら名所100選選定。からくり時計塔完成。
- 1991年（平成03年）、滝の噴水広場完成。
- 1993年（平成05年）3月、岡崎城の大手門が完成。西側の坂谷橋が再建。
- 1995年（平成07年）、岡崎城の改修工事完工。

### 2000年代 - 2020年代
- 2001年（平成13年）、岡崎城の入場者数1000万人達成。
- 2002年（平成14年）3月、巽閣が再建される[33]。
- 2003年（平成15年）12月31日、岡崎公園北立体駐車場（康生通西4丁目）が閉鎖[34]。
- 2006年（平成18年）10月27日、日本の歴史公園100選に選定される。
- 2007年（平成19年）11月10日、徳川宗家18代当主の徳川恒孝が徳川家康の石像「しかみ像」を寄贈。同像は家康館の南側に設置された[35]。
- 2013年（平成25年）4月、岡崎城天守が岡崎市景観重要建造物第1号に指定される[33]。
- 2014年（平成26年）、岡崎観光きらり百選に選定される。
- 2015年（平成27年）3月22日、東照公産湯の井戸（東㷖公産湯井）を整備。
- 2022年（令和4年）1月28日、藤棚「五万石ふじ」が愛知県指定天然記念物に指定[36]。
- 2023年（令和5年）1月21日、大河ドラマ『どうする家康』の放映にあわせて、三河武士のやかた家康館が「どうする家康 岡崎 大河ドラマ館」としてリニューアルオープン(大河ドラマ館は翌年1月8日まで）。また、岡崎城も大規模な改修を経てリニューアルオープンし、「観光みやげ店 おかざき屋」は花時計の北側に移転新築された[37][38][39]。
- 2024年（令和6年）12月26日、岡崎公園から岡崎城公園に改称[40]｡

## 施設・見どころ

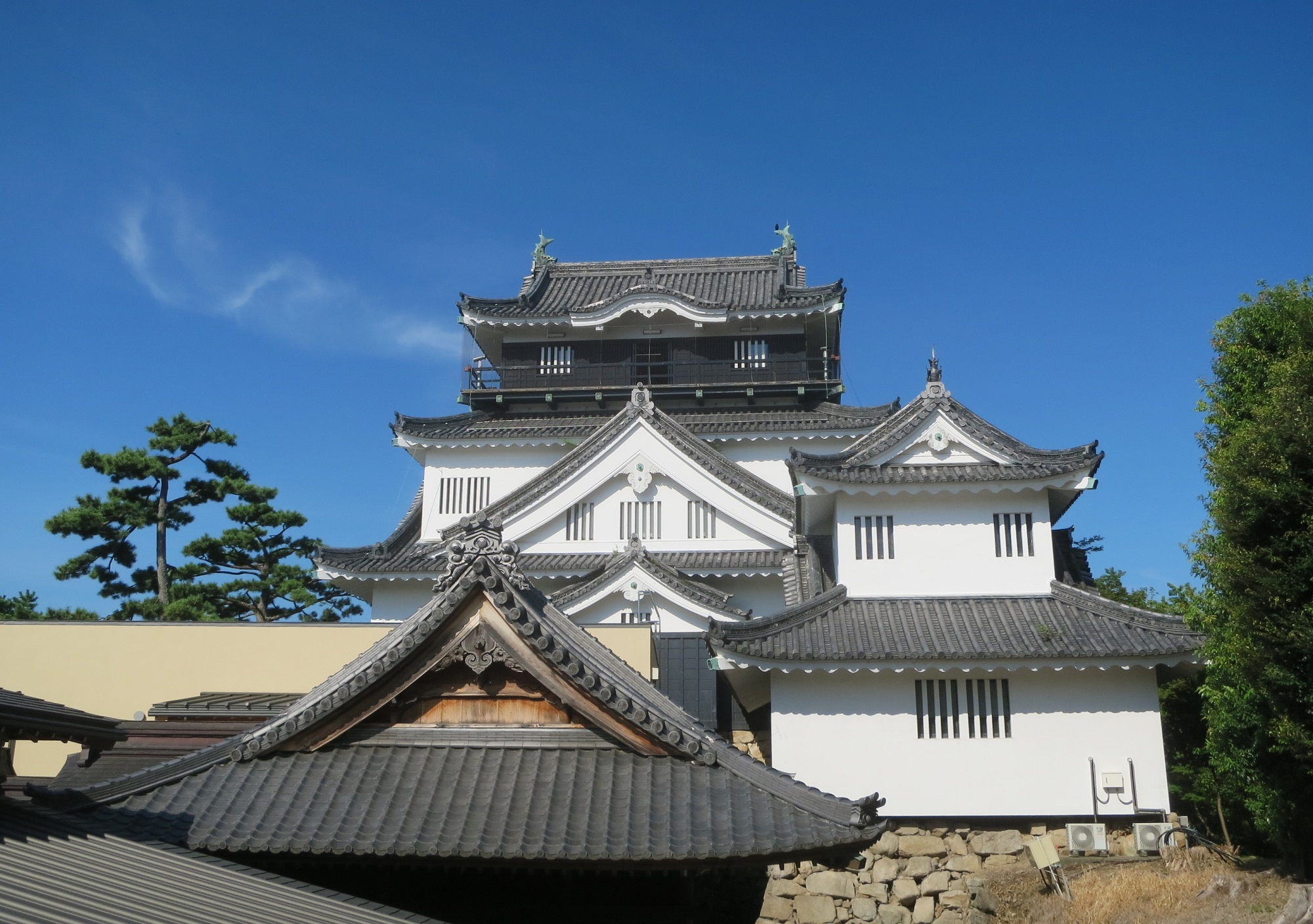
岡崎城
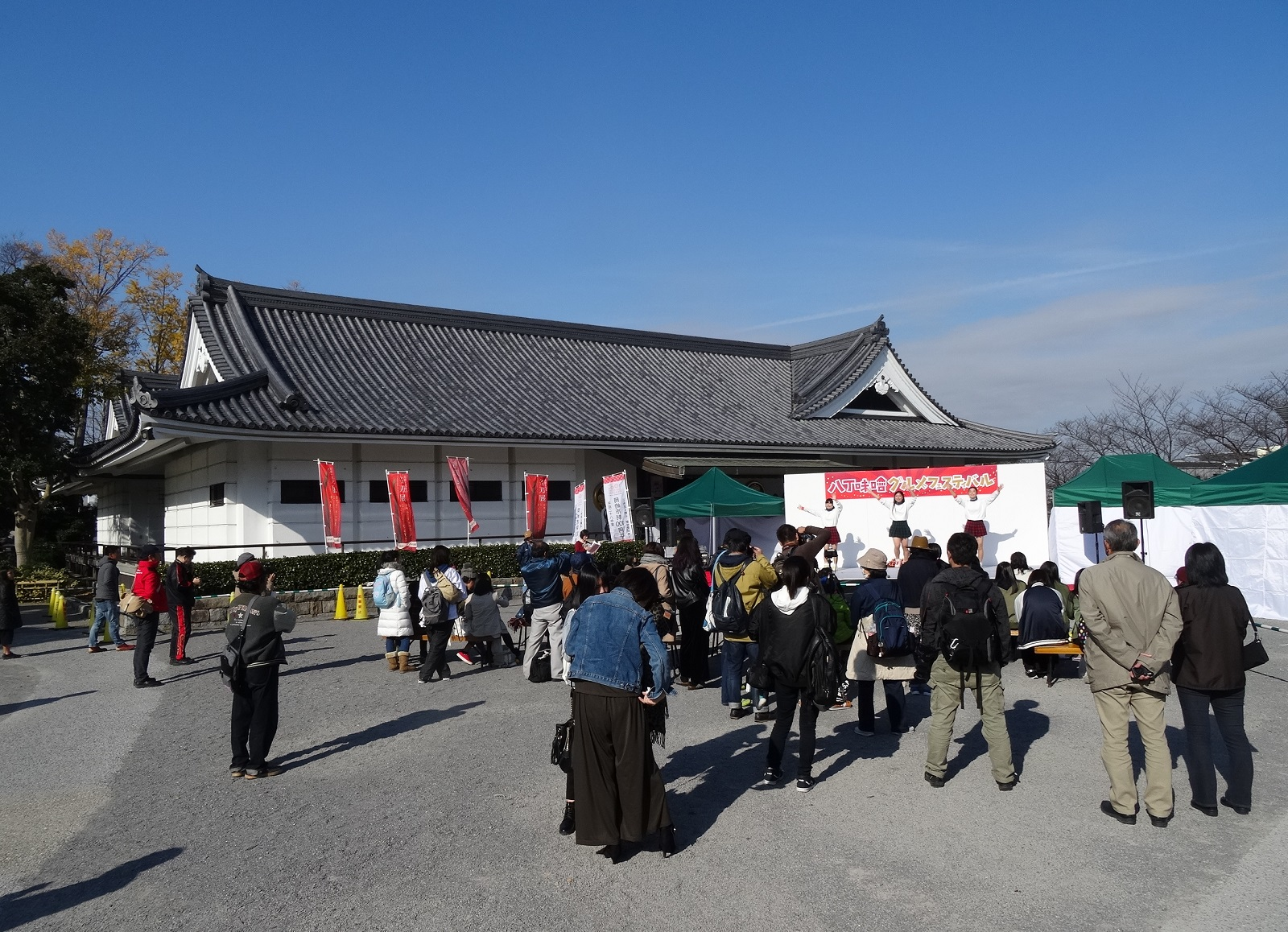
三河武士のやかた家康館
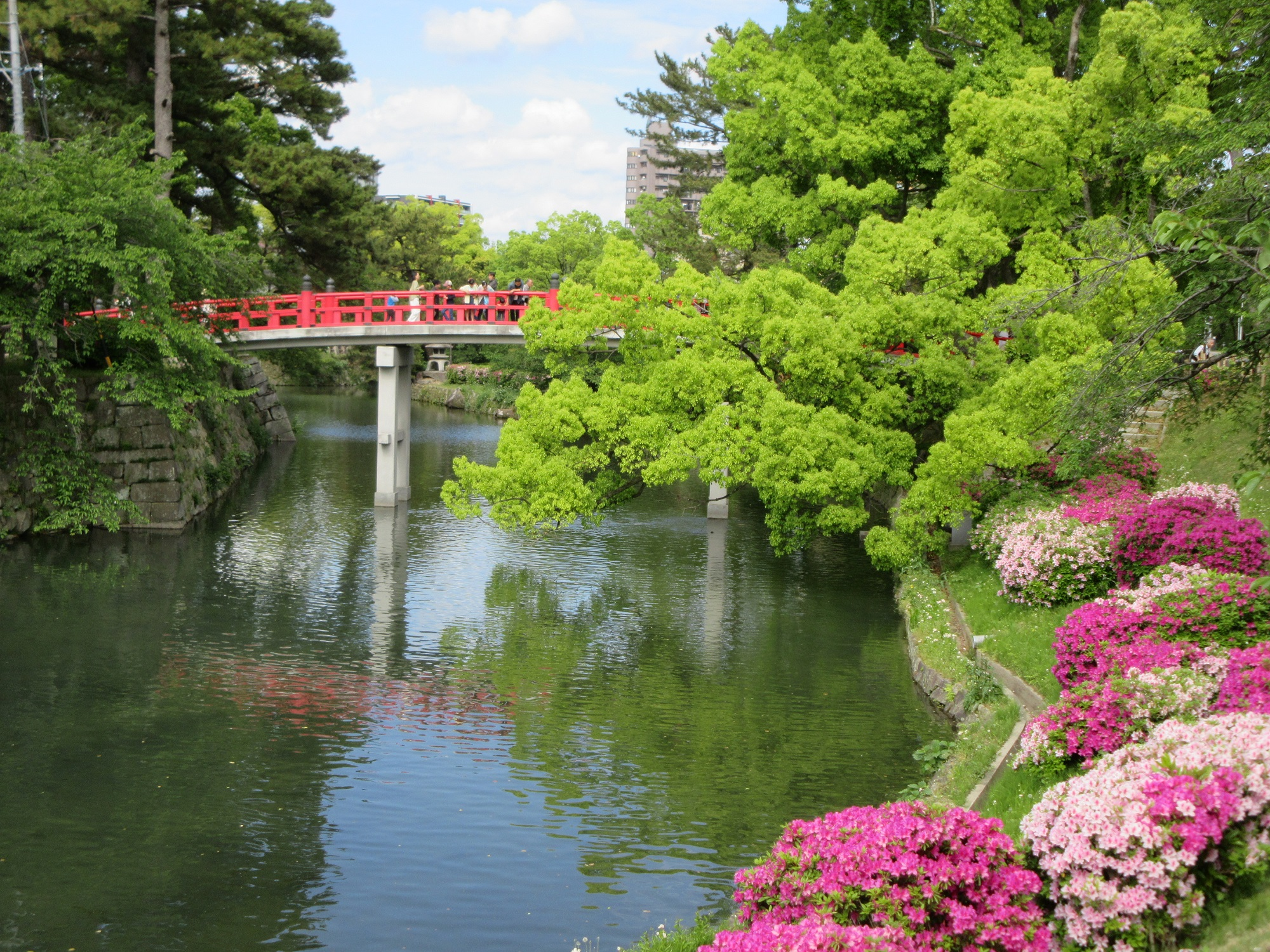
龍城堀にかかる神橋（しんきょう）
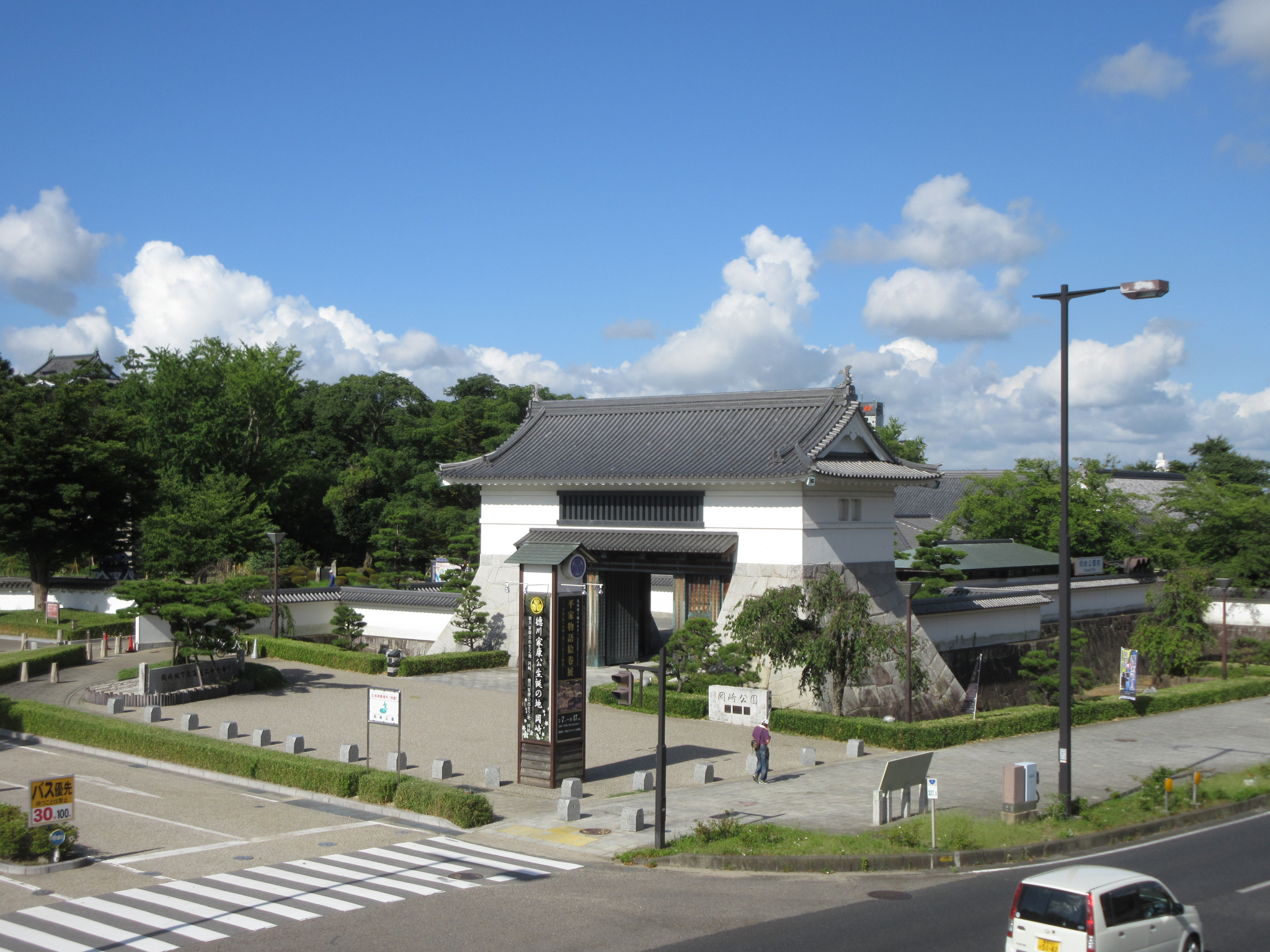
大手門
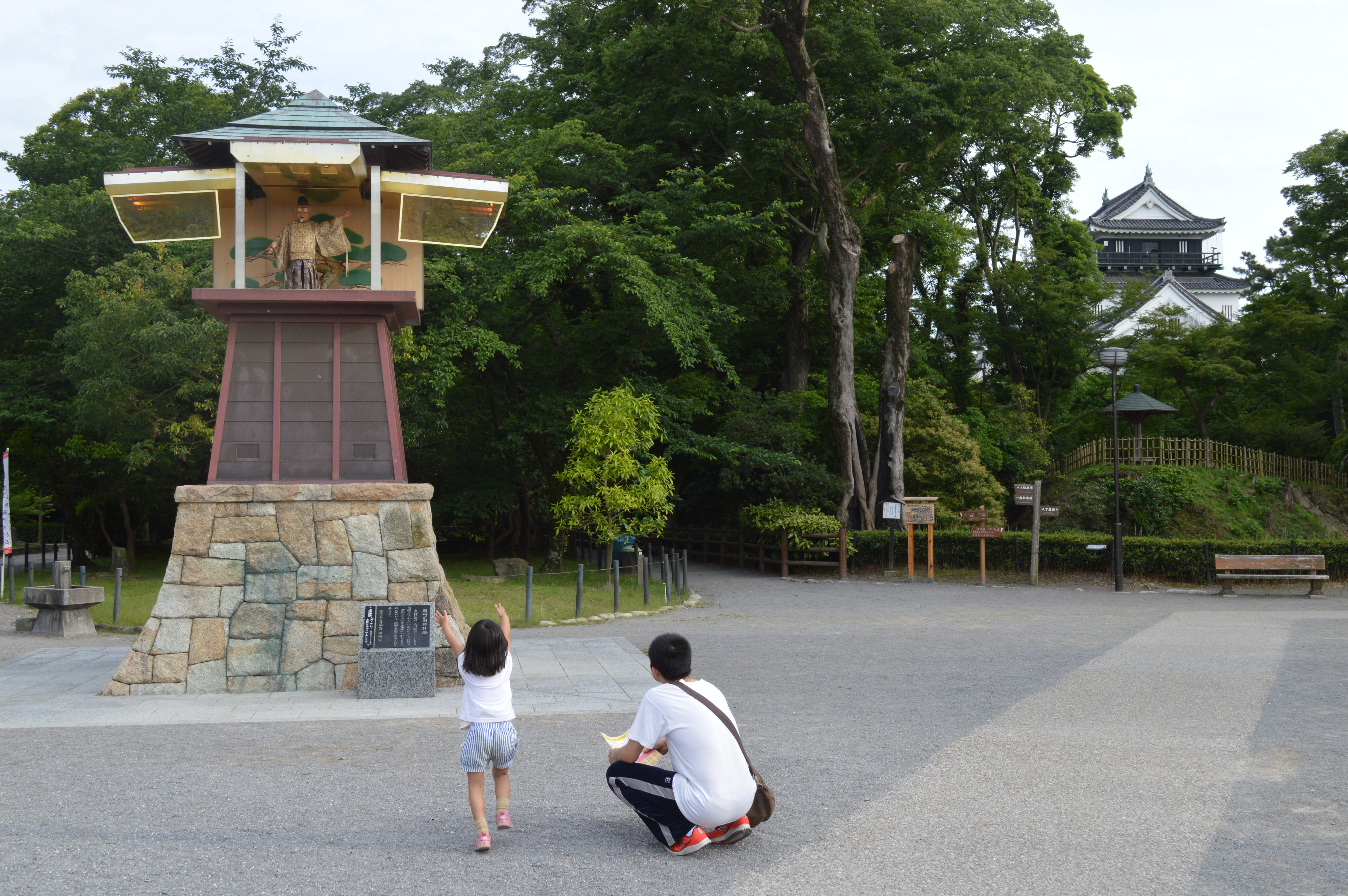
からくり時計塔
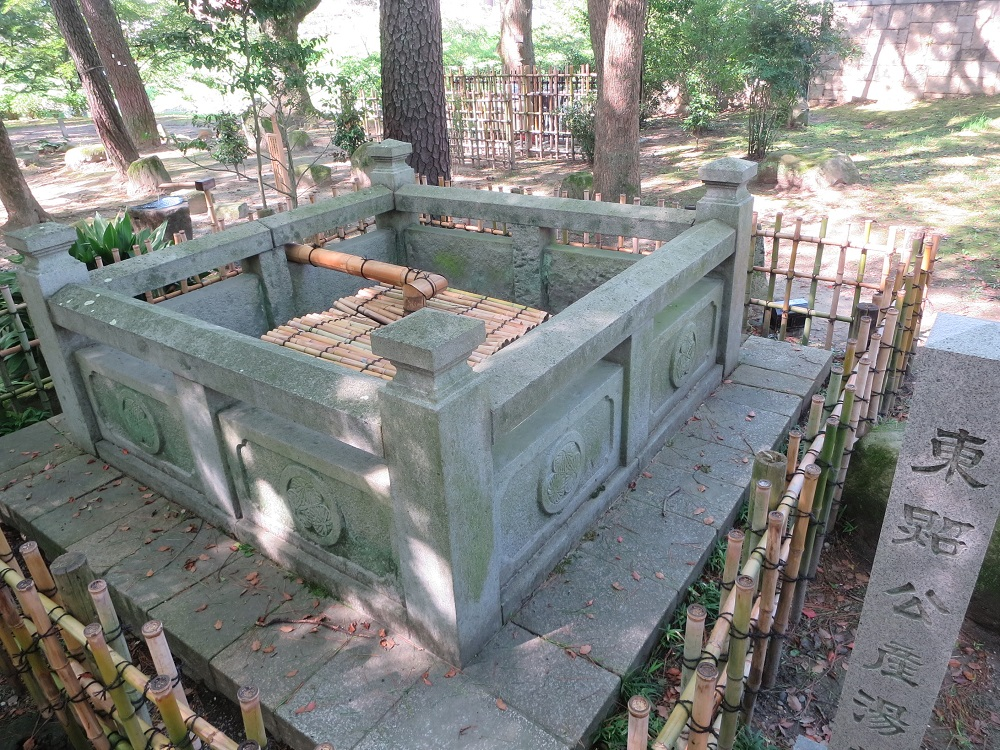
東照公産湯の井戸
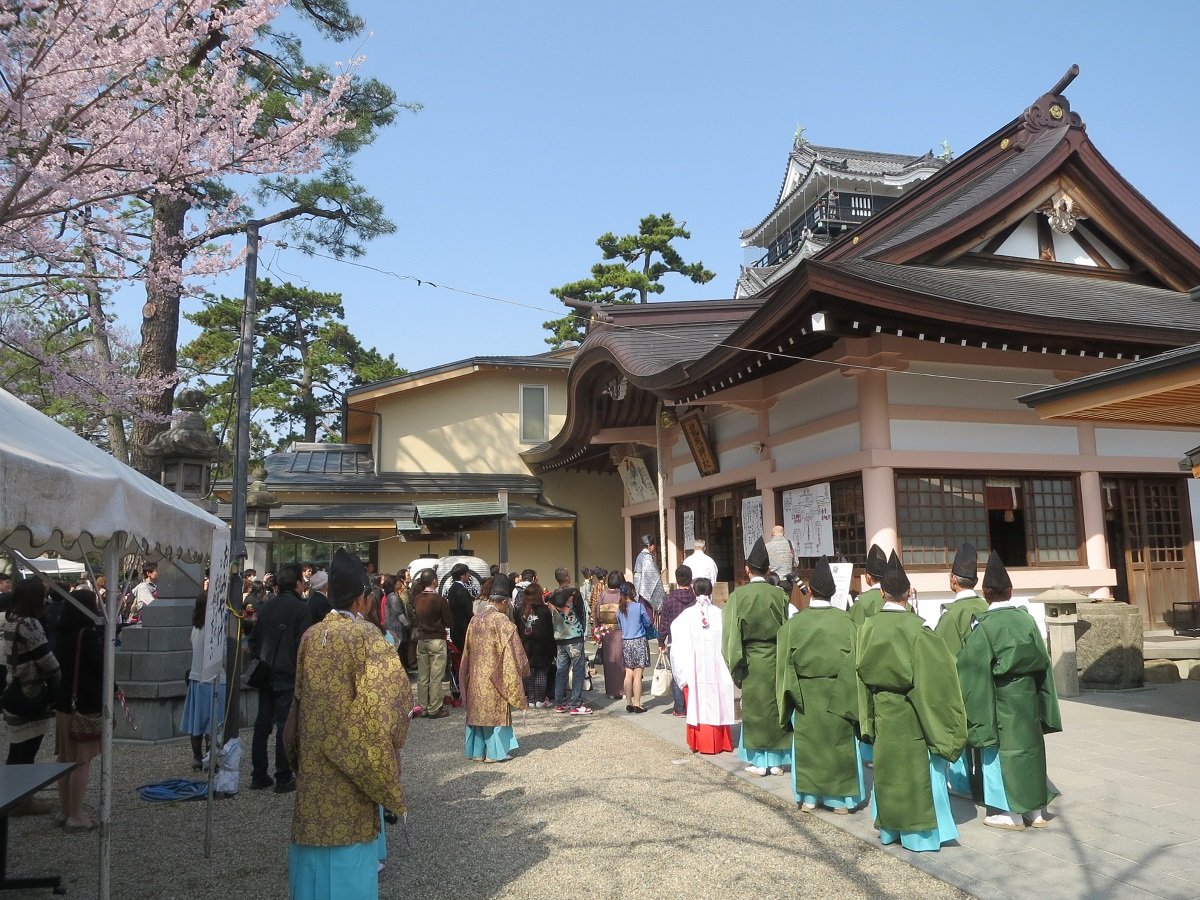
龍城神社
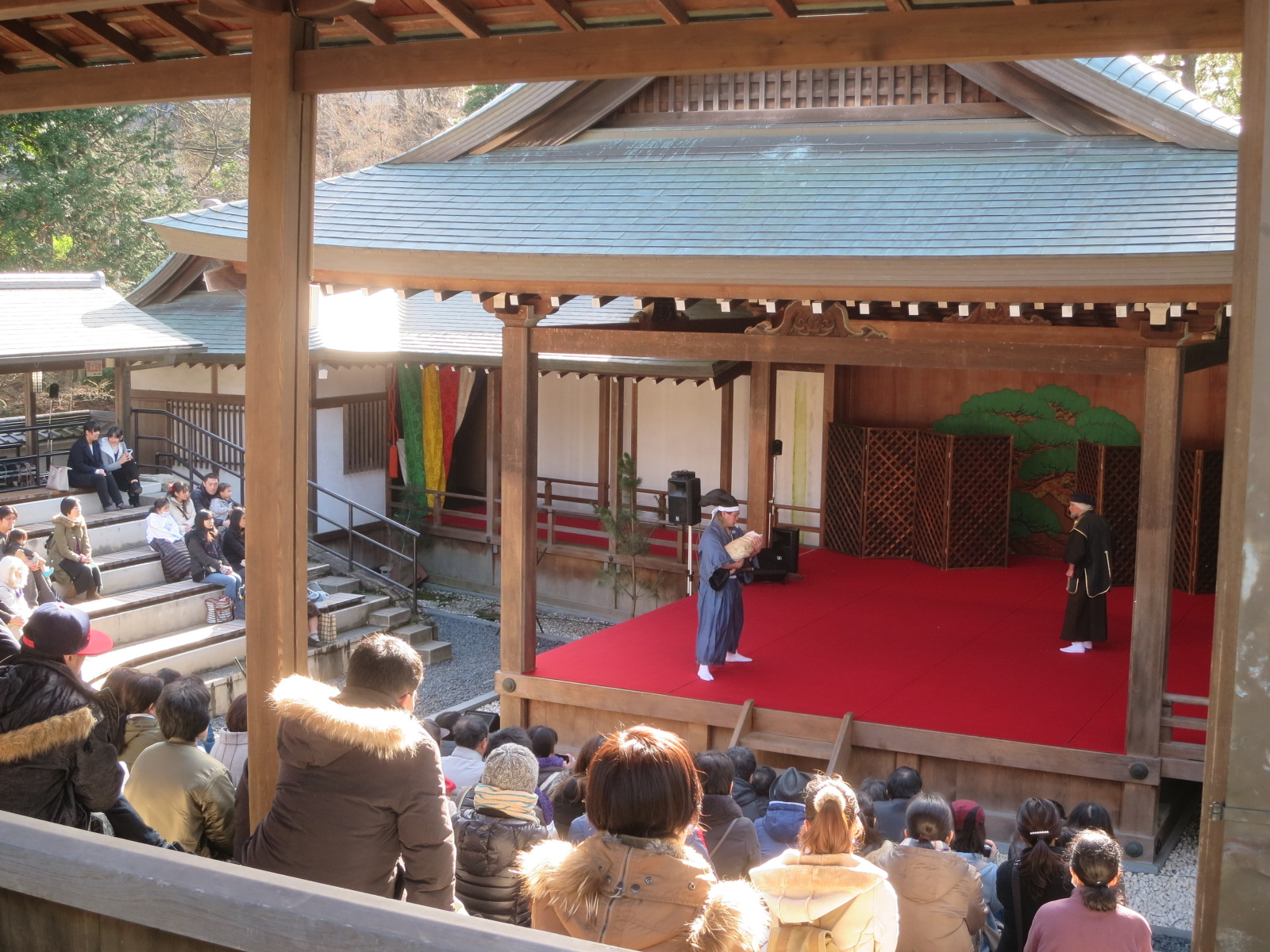
岡崎城二の丸能楽堂
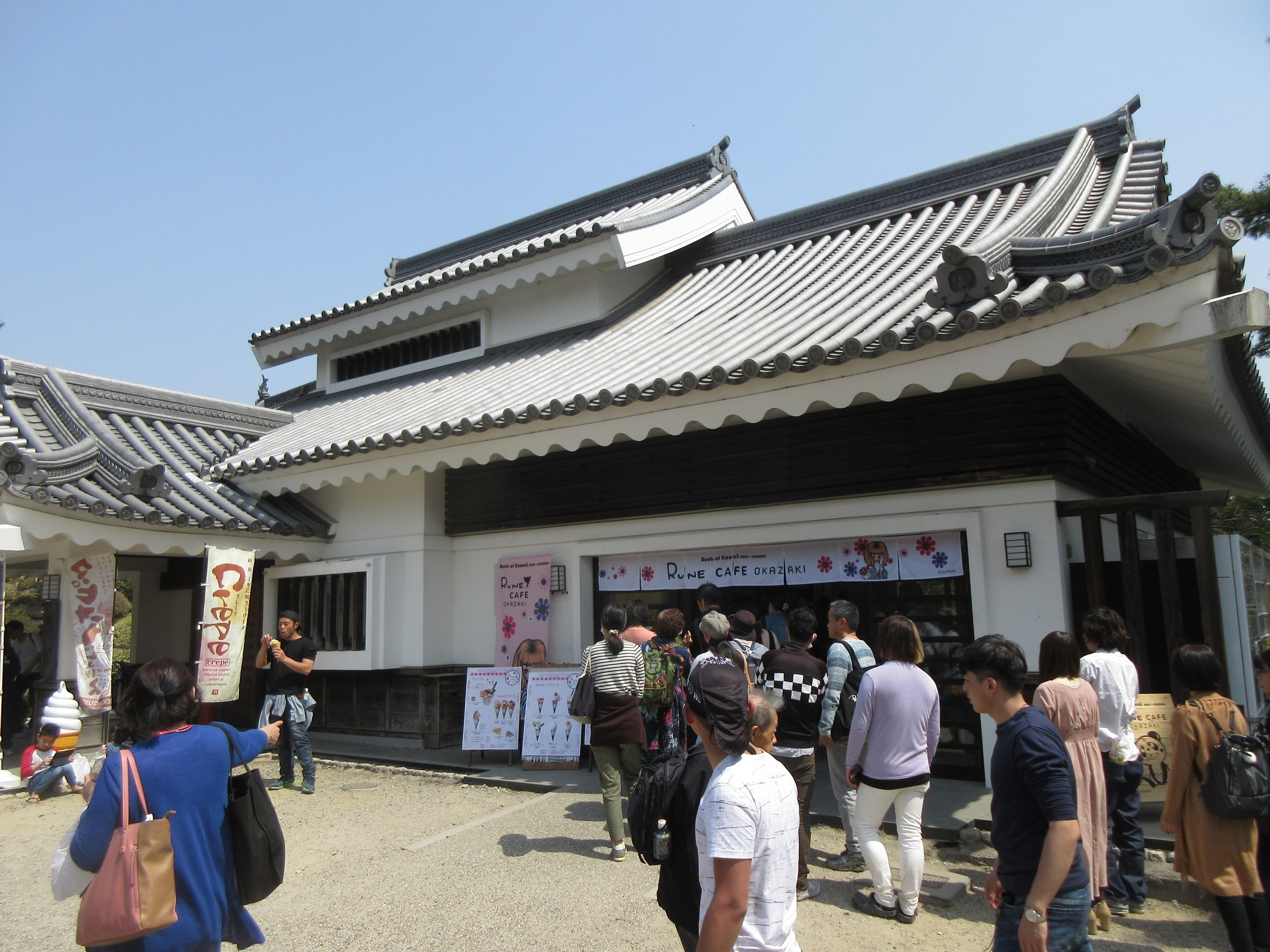
巽閣
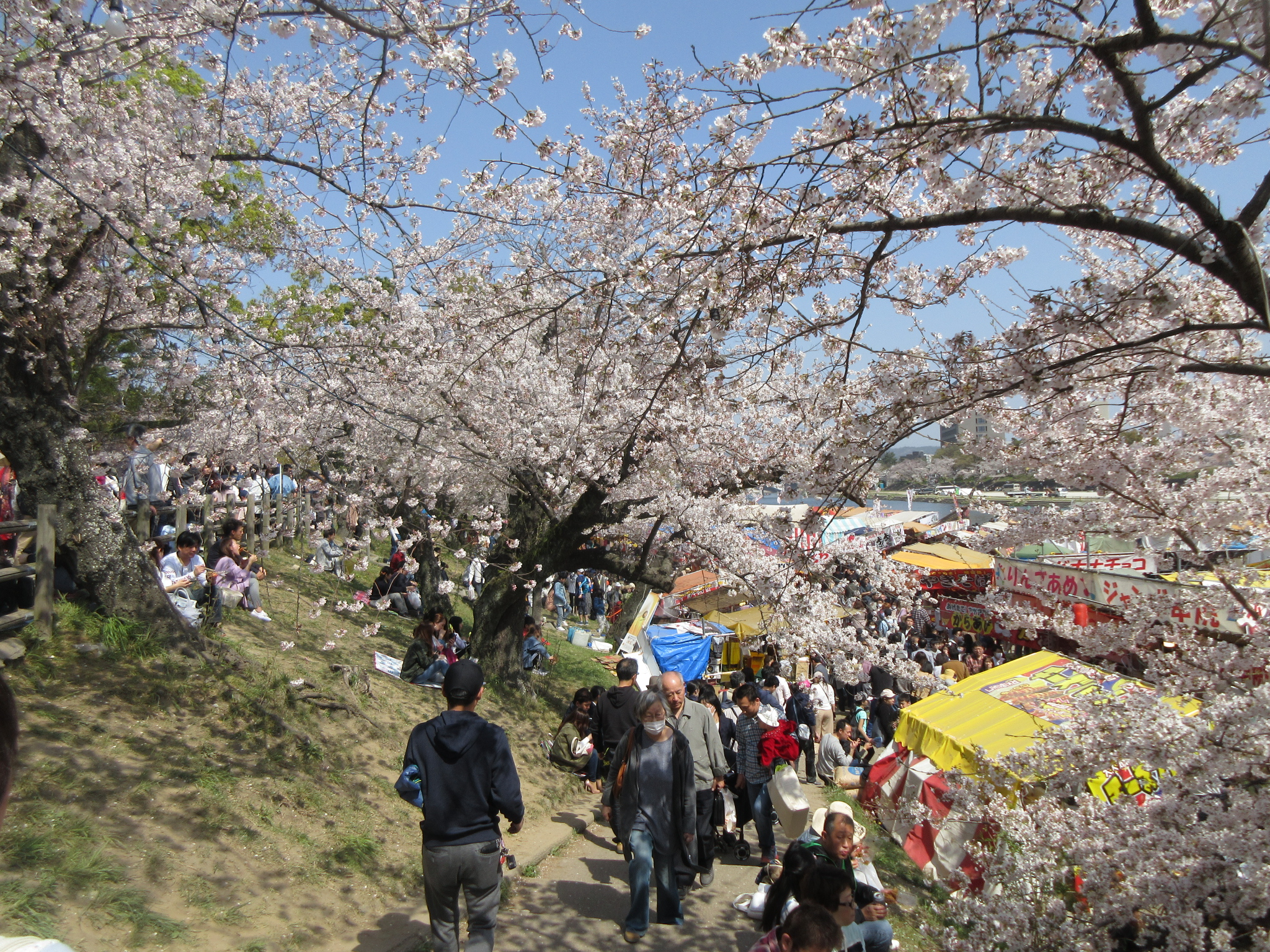
岡崎の桜まつり
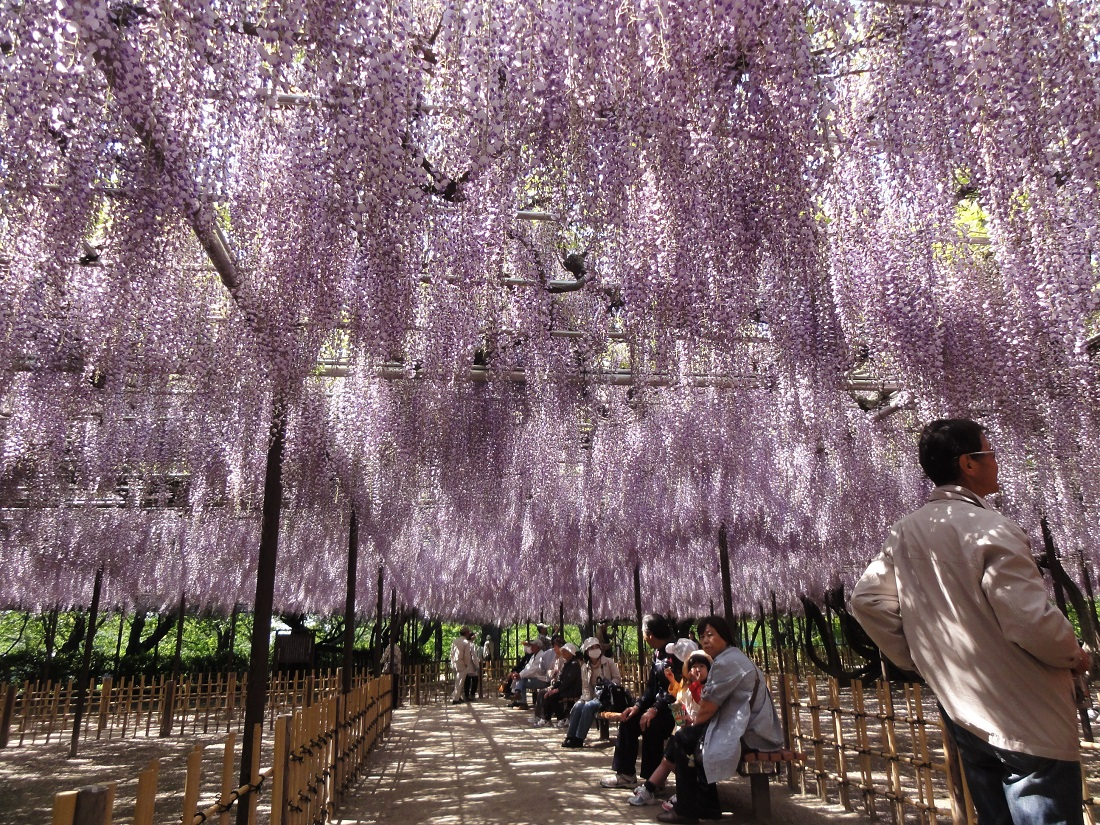
五万石ふじ
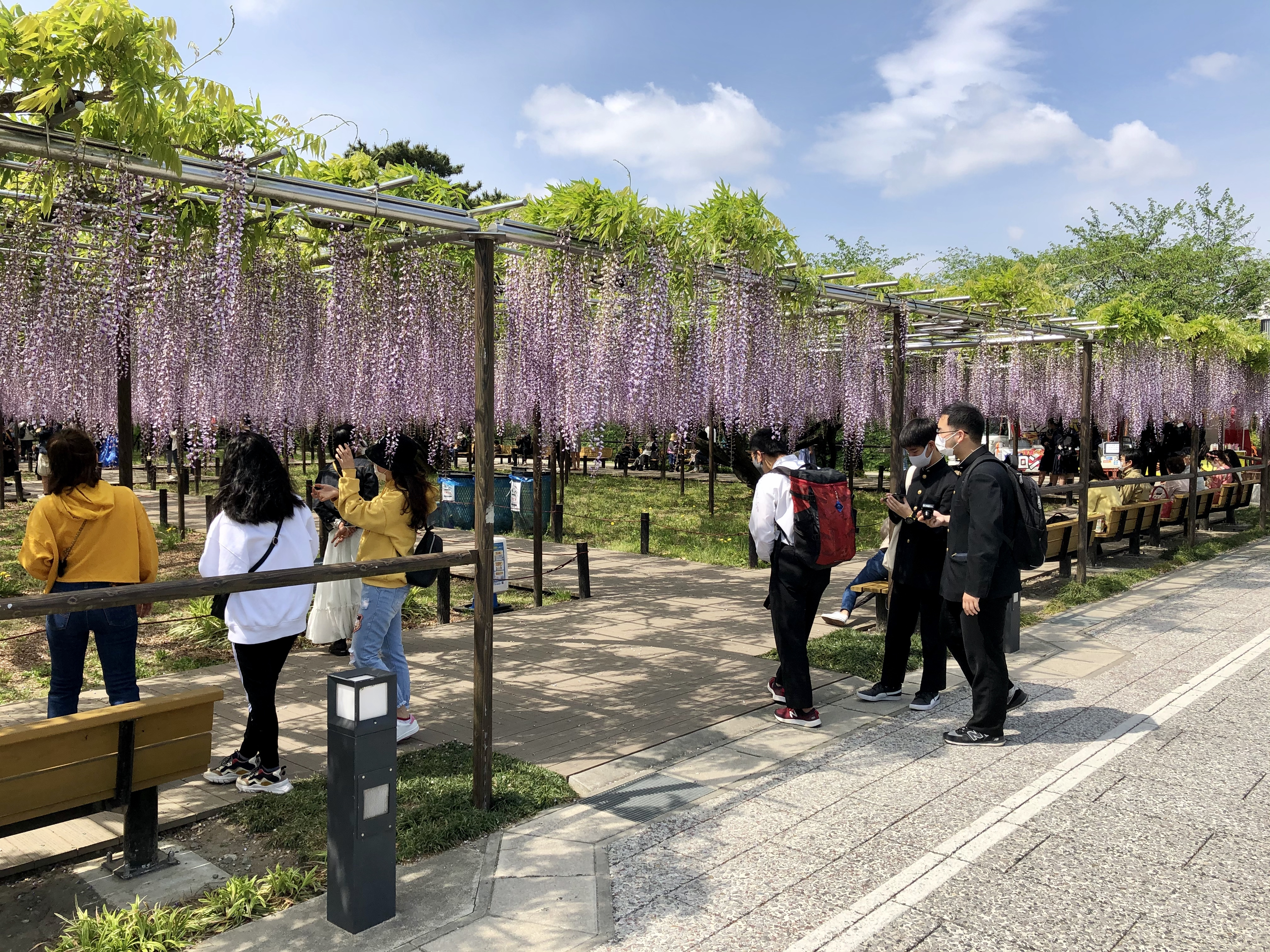
五万石ふじ
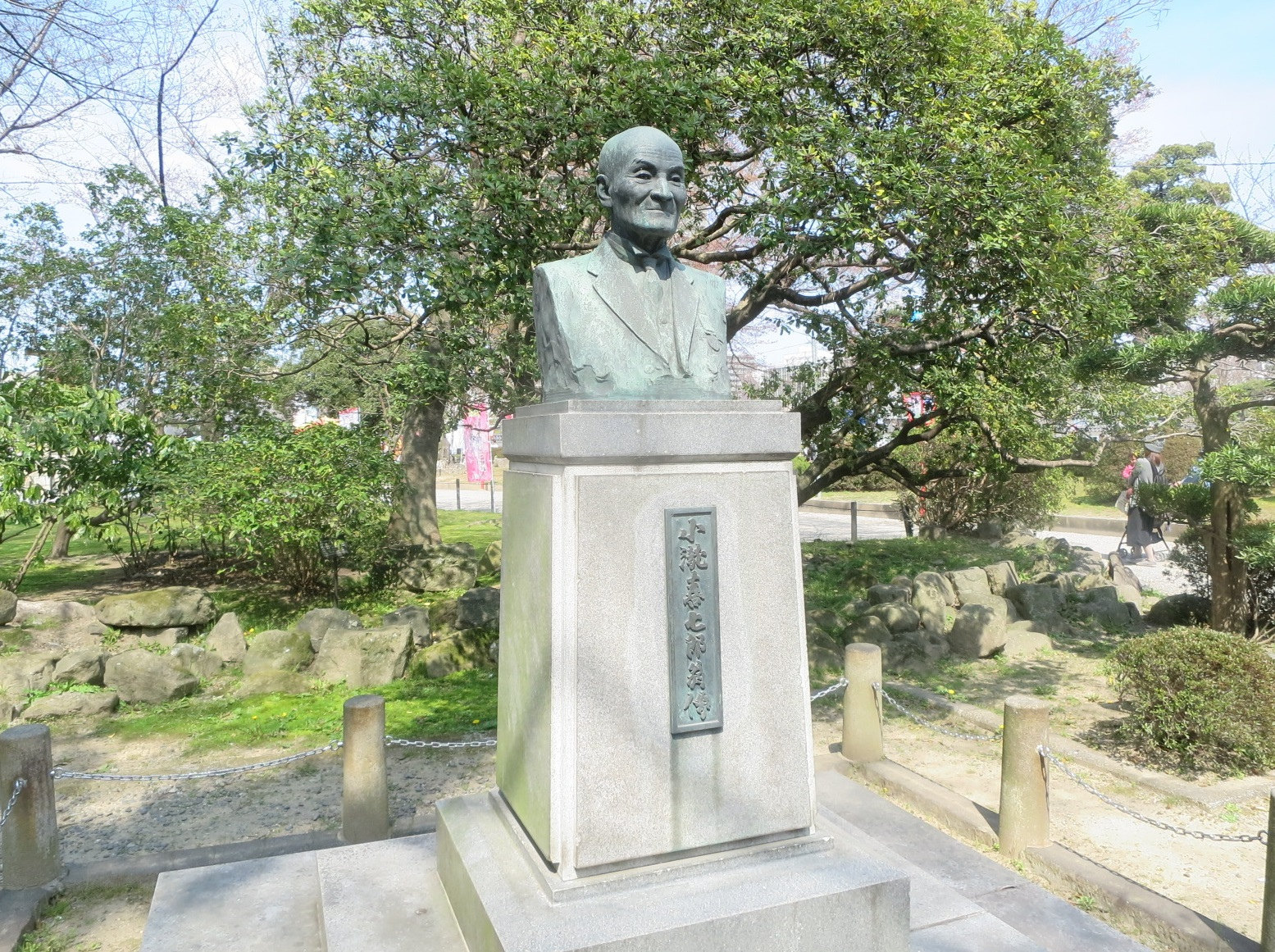
小瀧喜七郎の銅像
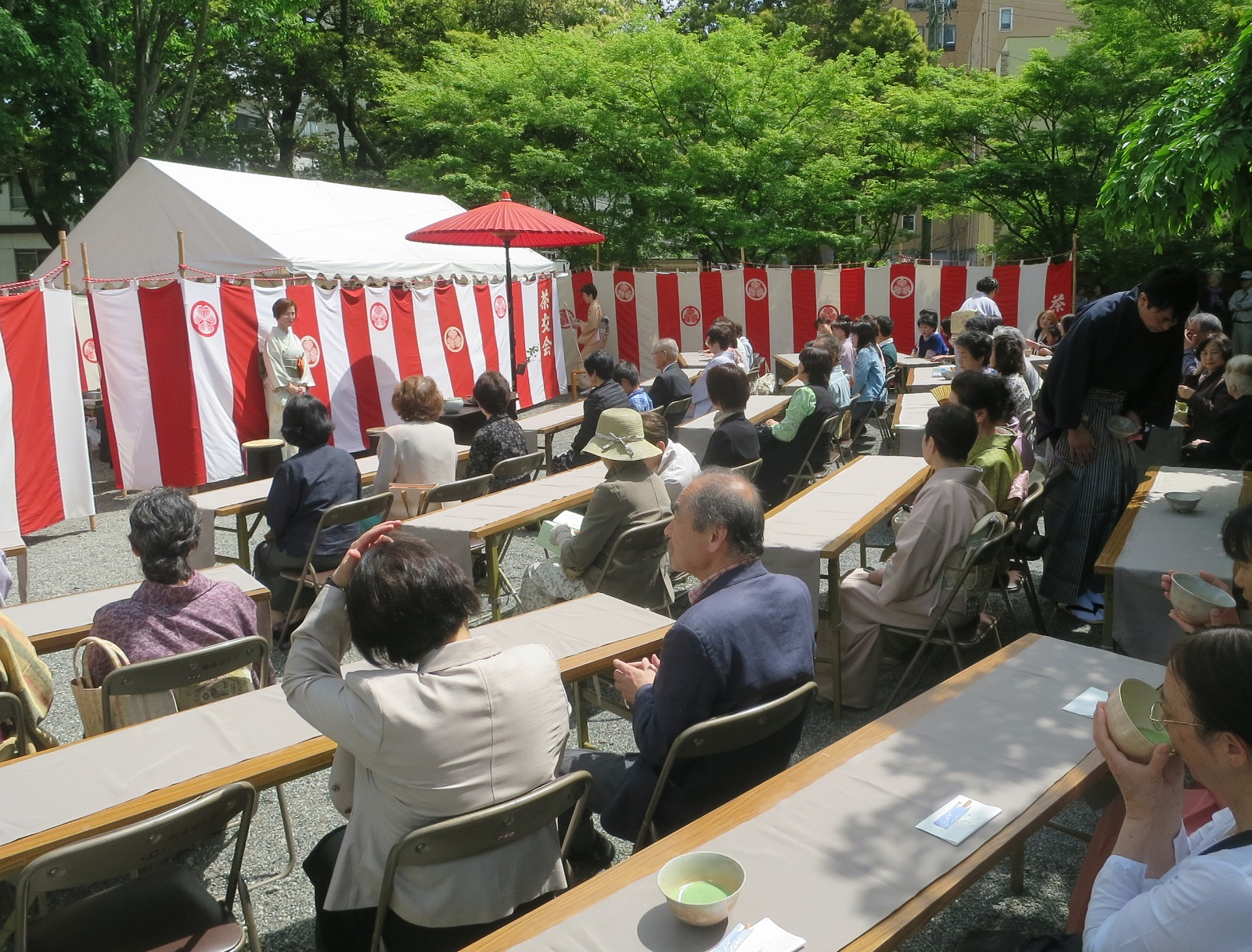
城南亭・葵松庵のお茶会
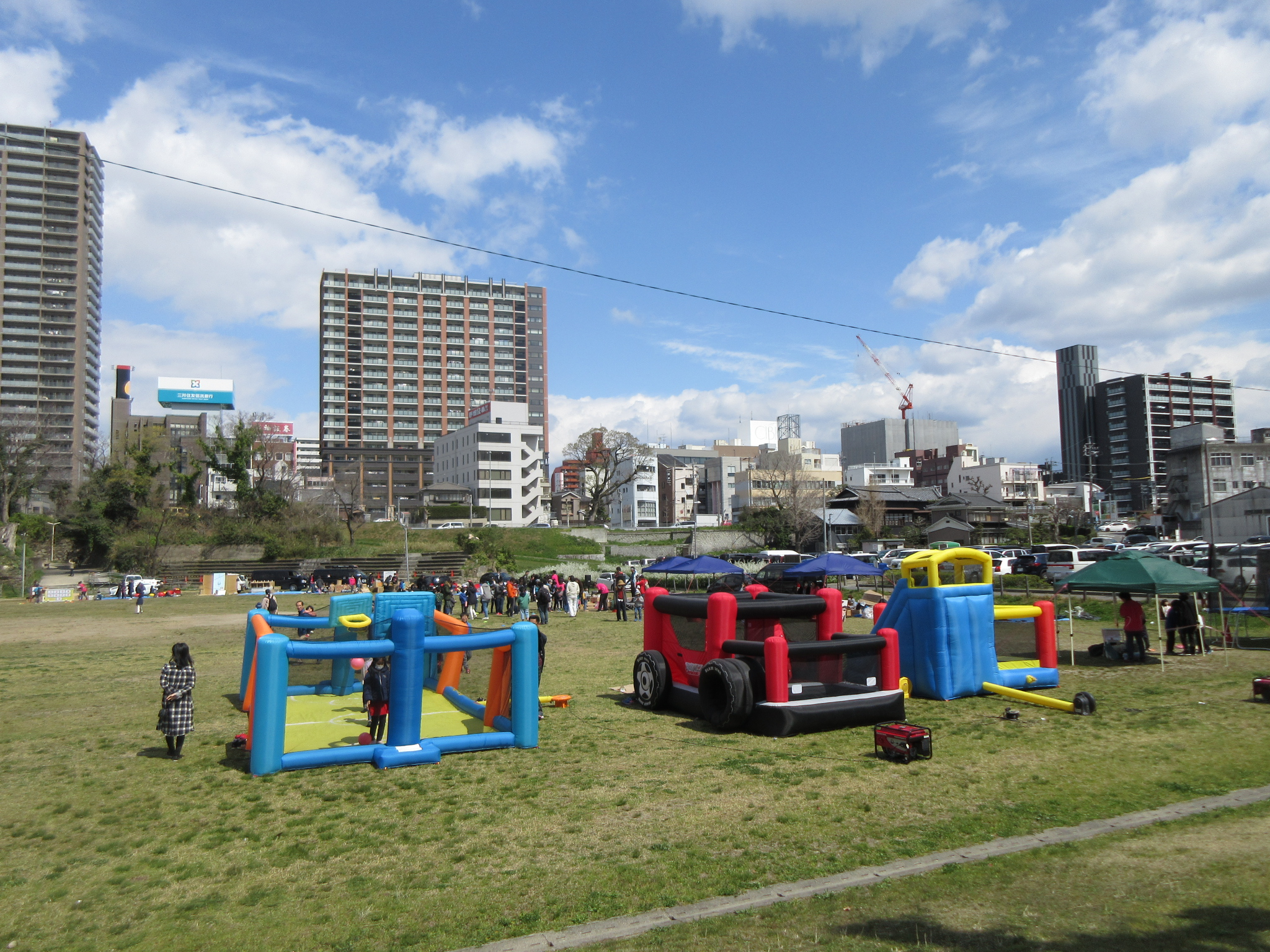
多目的広場
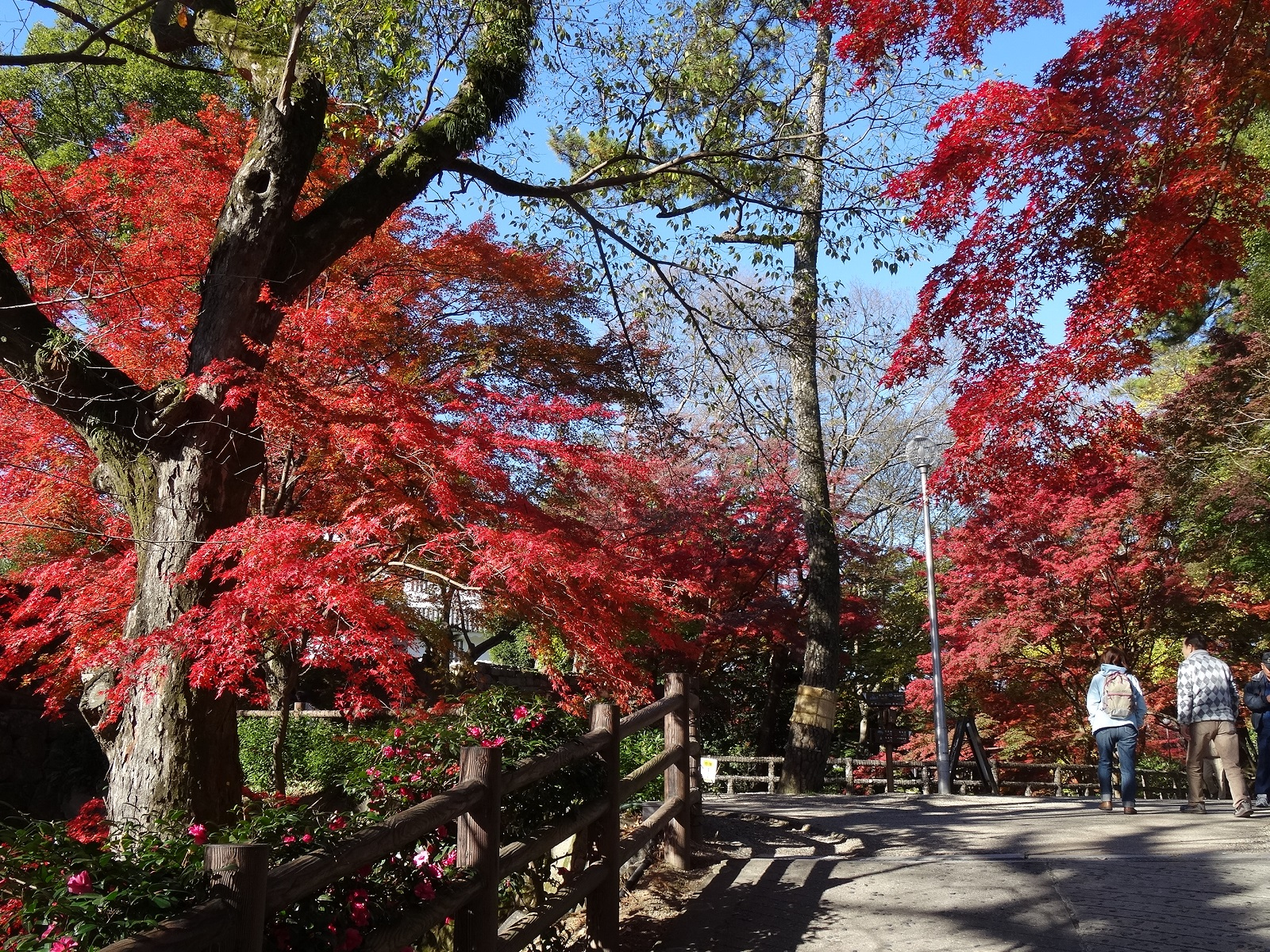
お堀端の紅葉
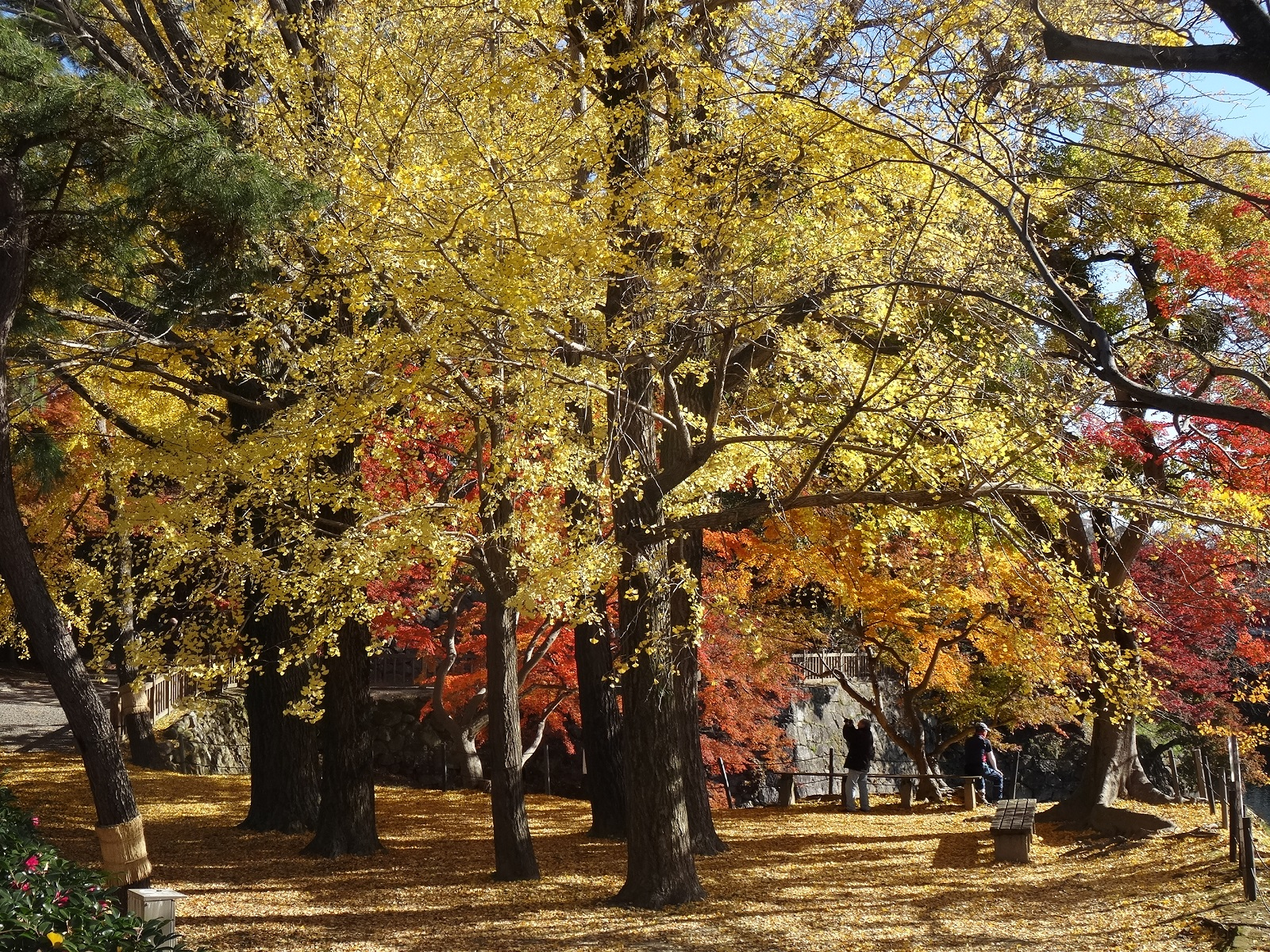
お堀端のイチョウ
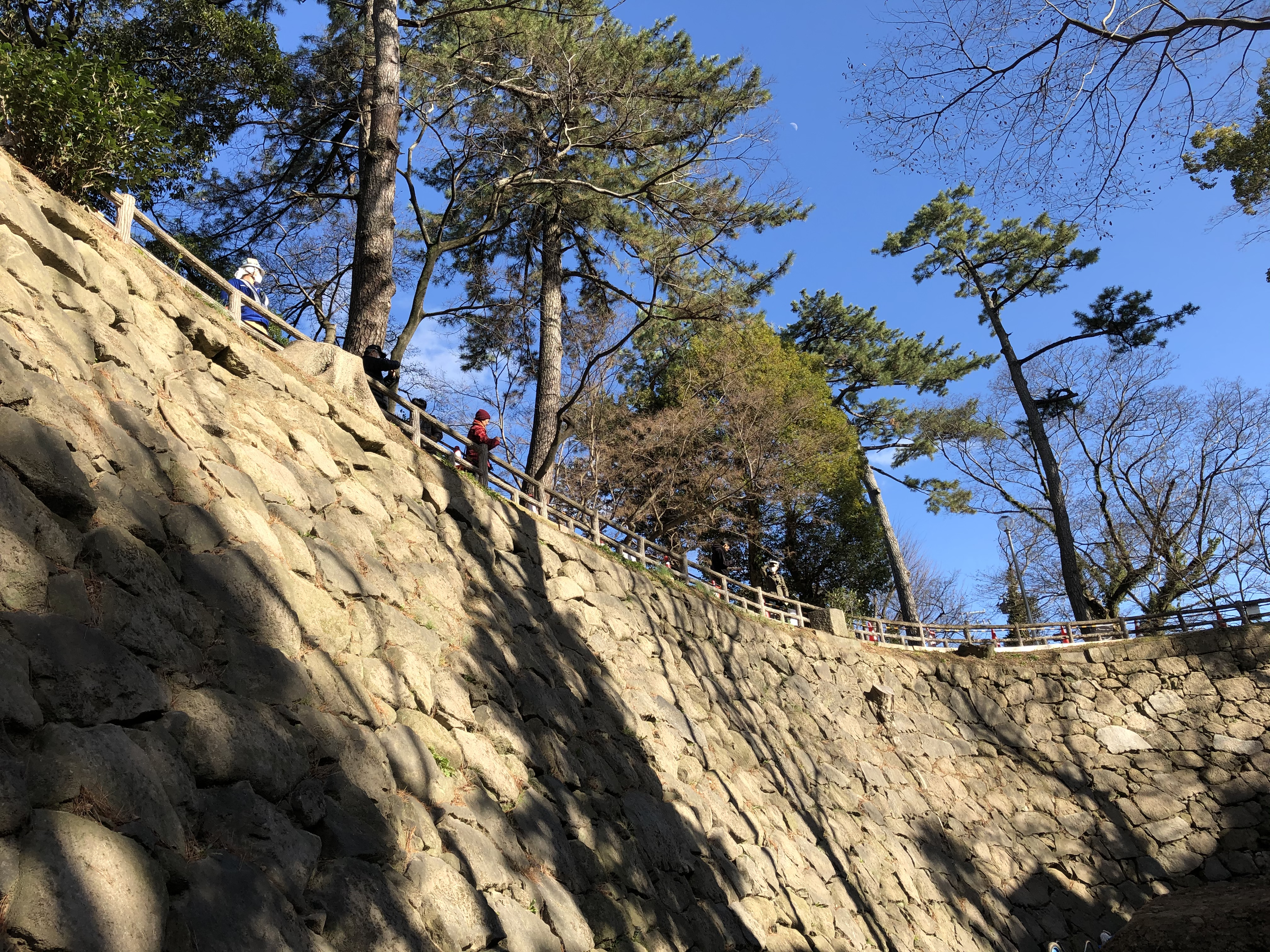
清海堀（せいかいぼり）
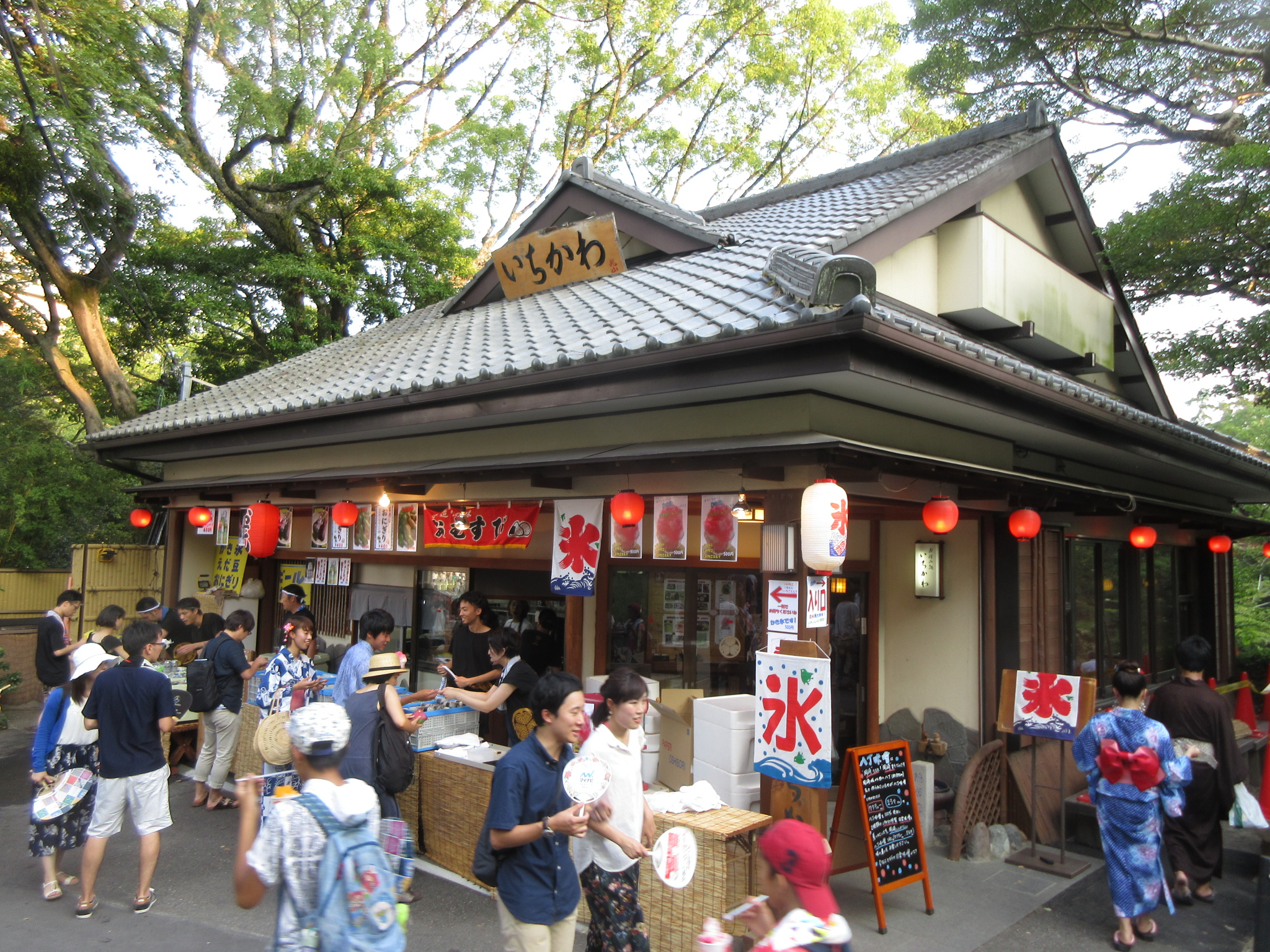
いちかわ
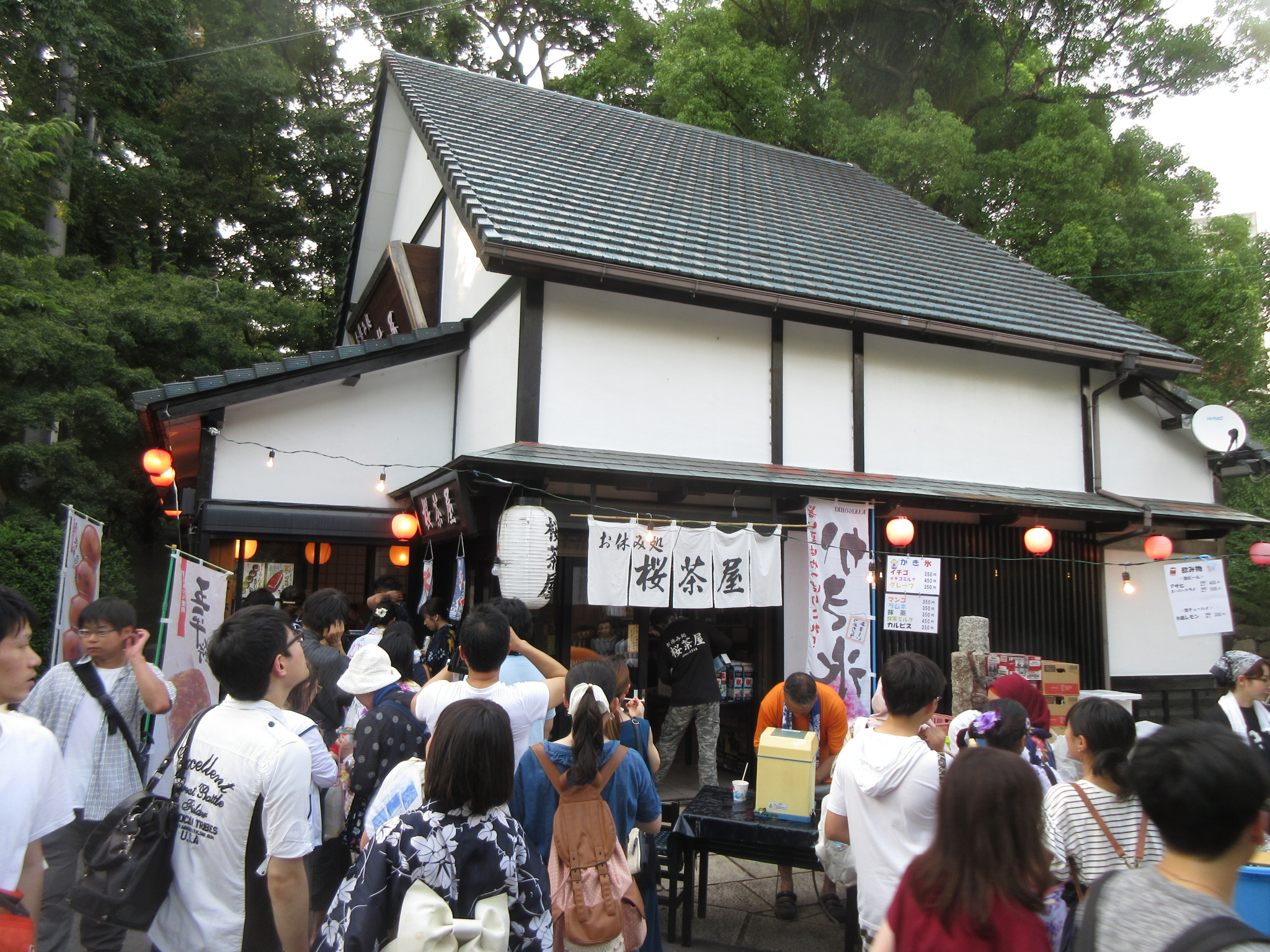
桜茶屋
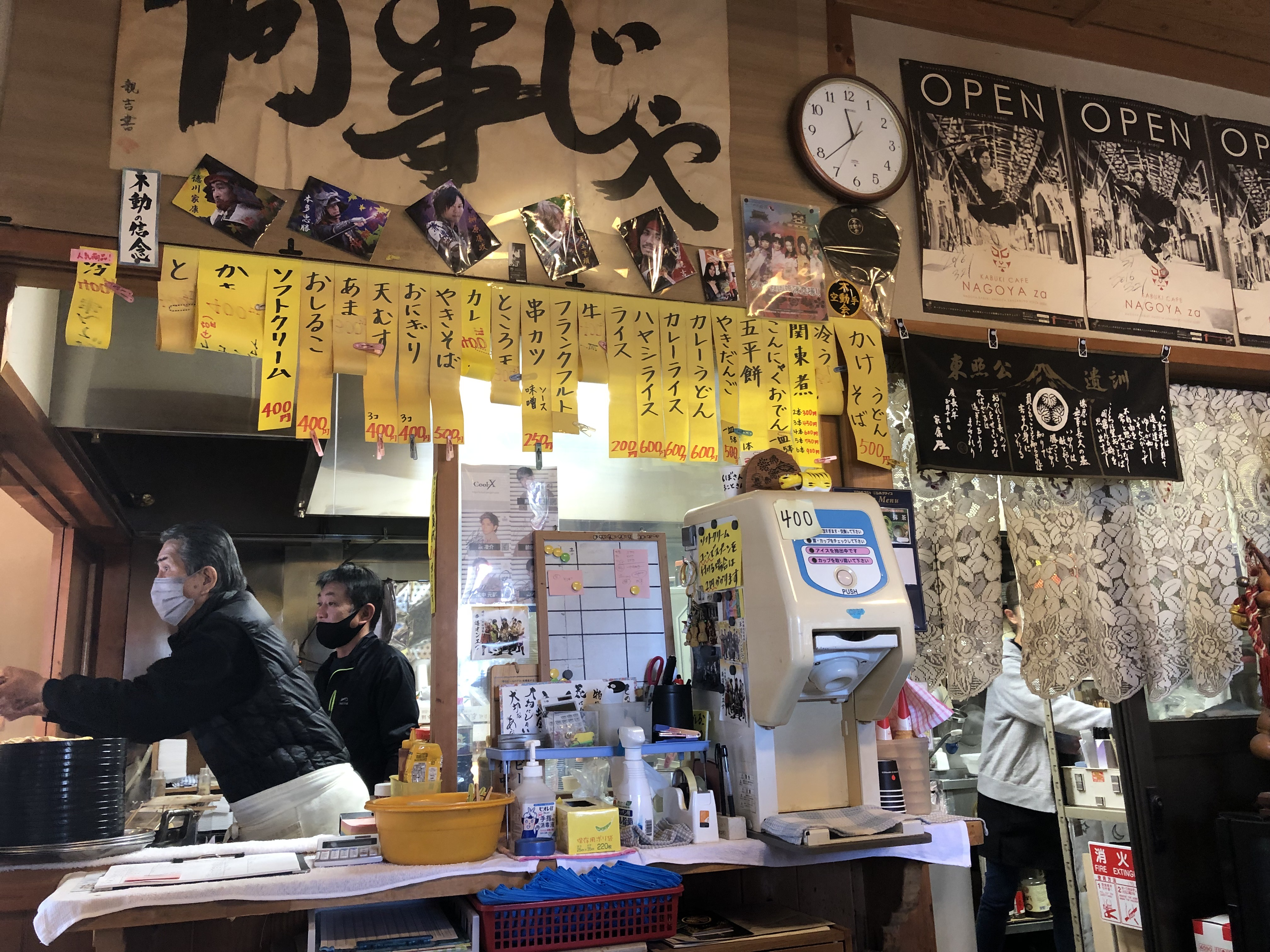
売店ひょうたんや
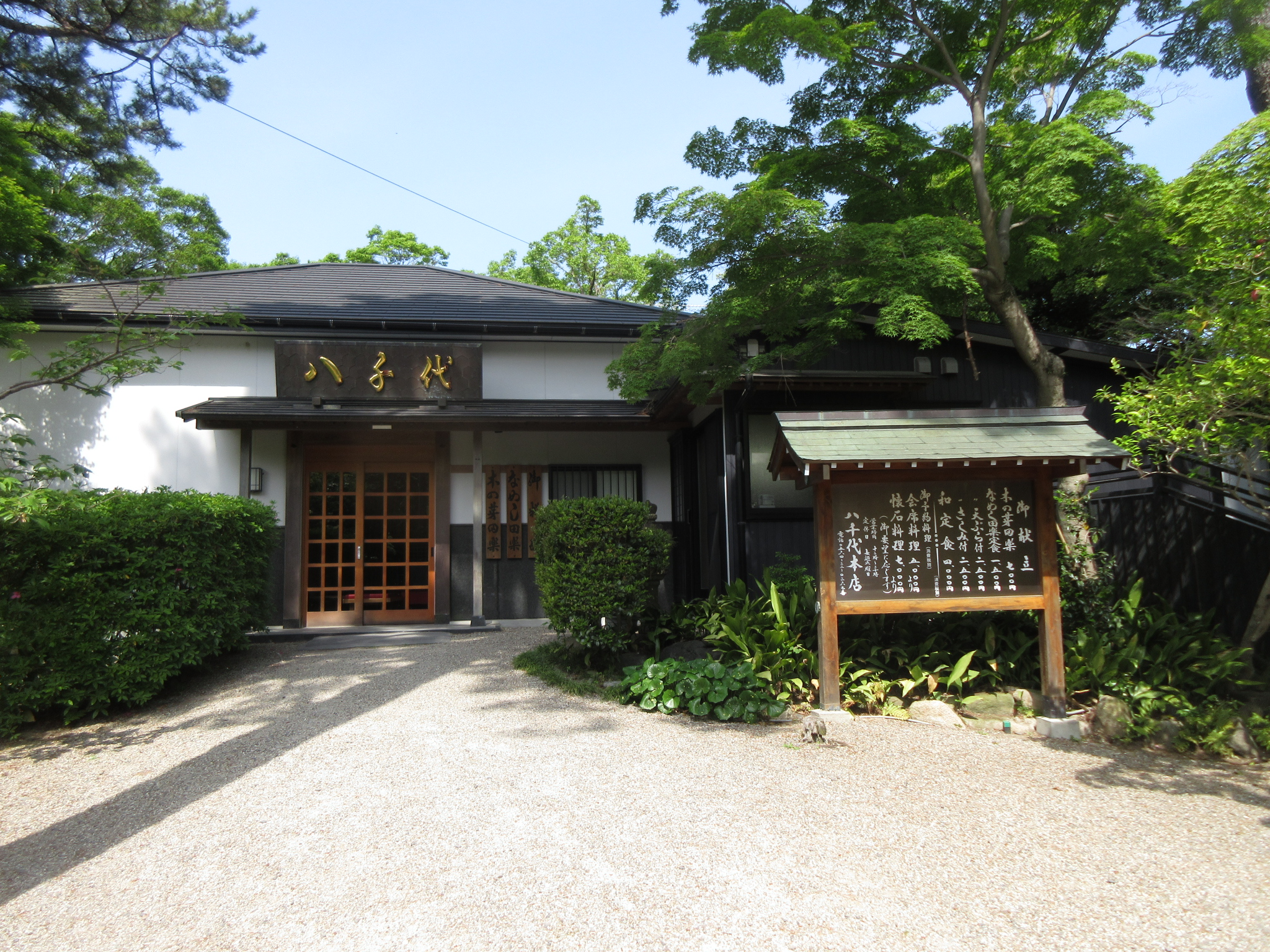
八千代本店
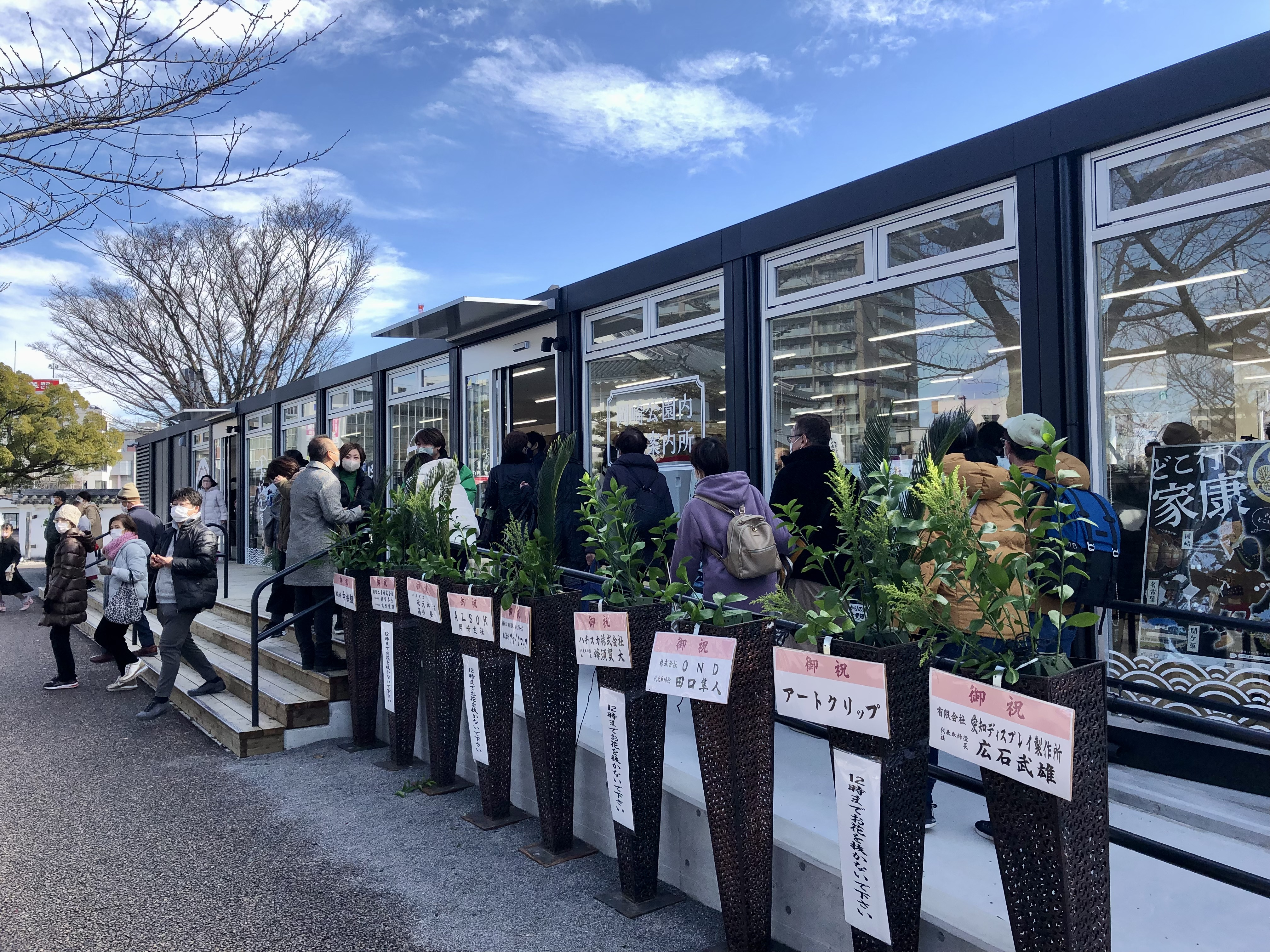
観光みやげ店おかざき屋
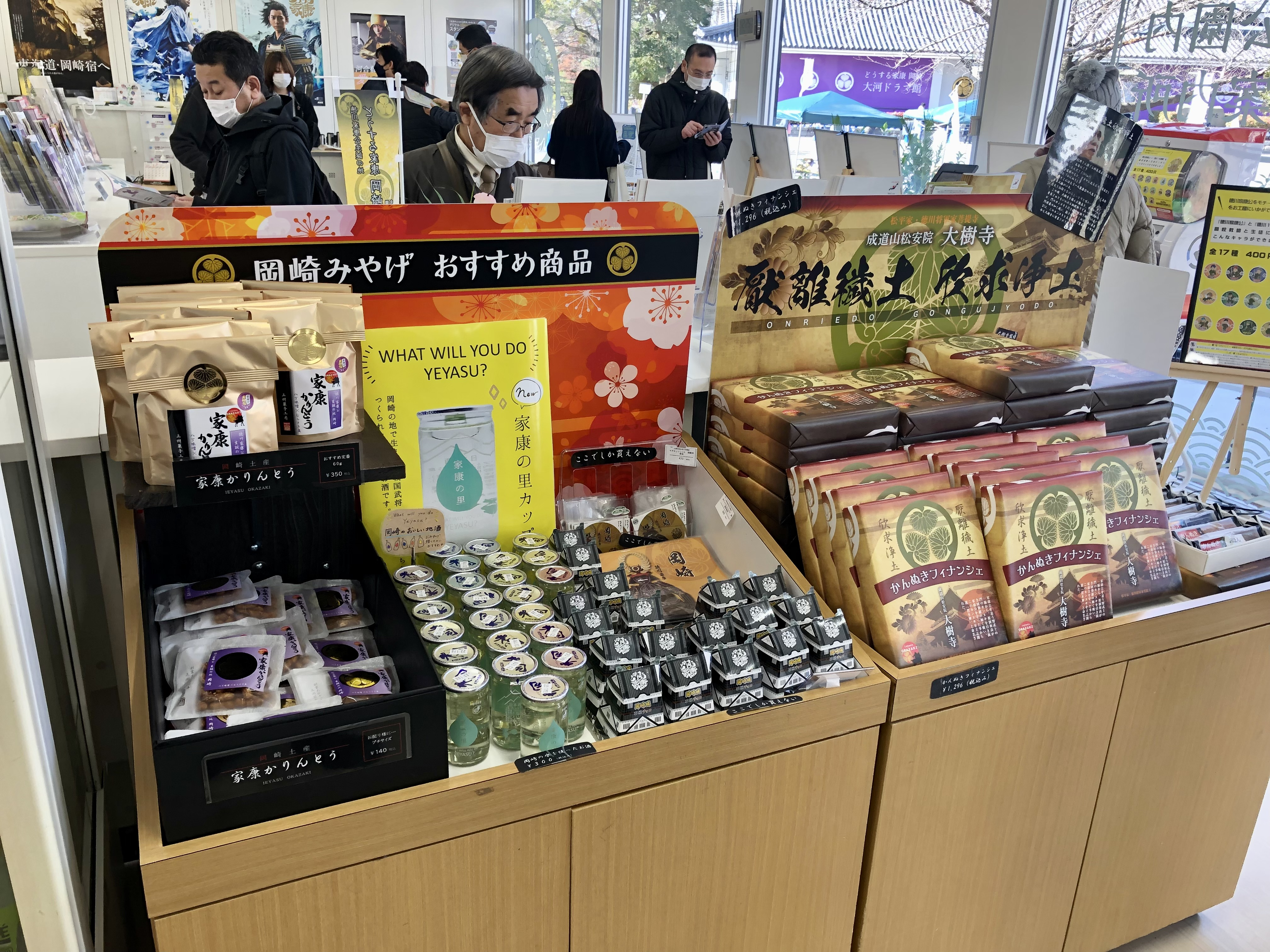
観光みやげ店おかざき屋の店内
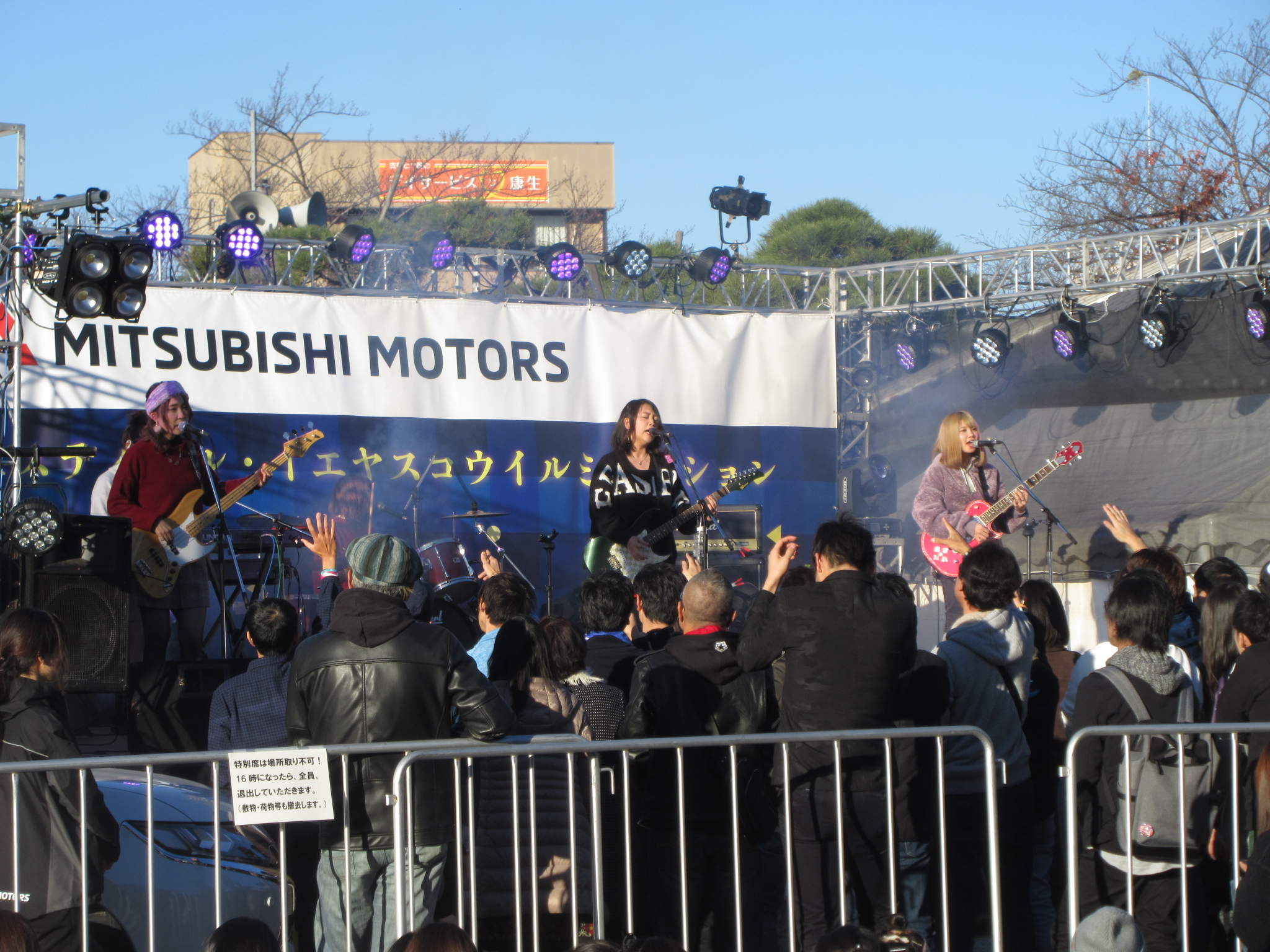
家康館前の野外ステージ
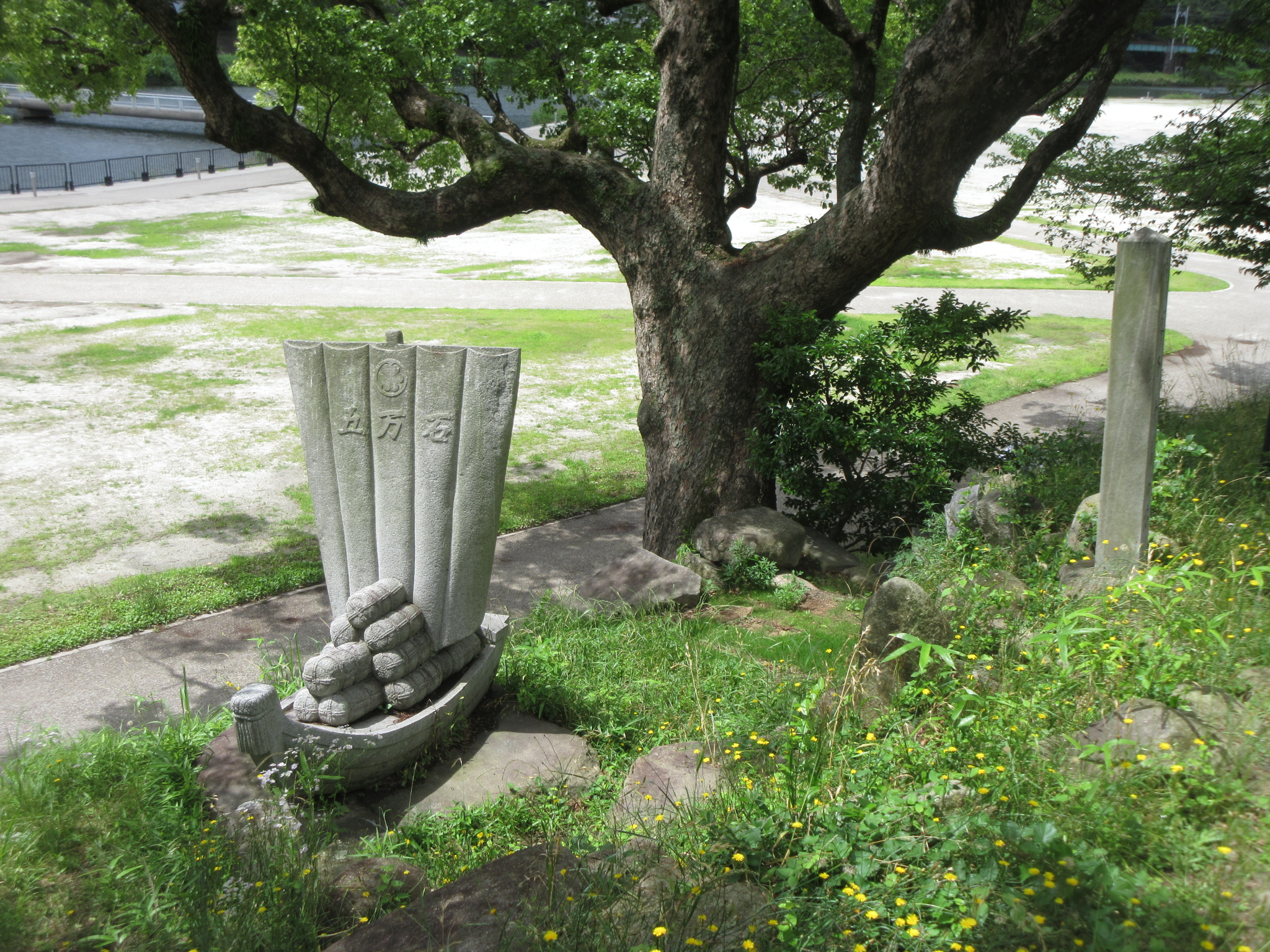
岡崎城公園と乙川河川敷の境
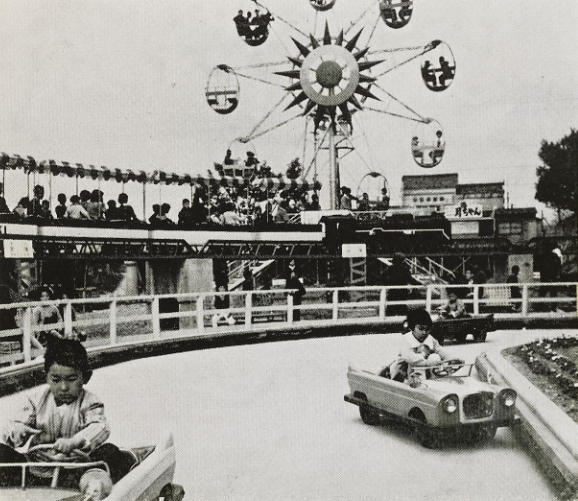
能楽堂と伊賀川の間にあった遊園地（1965年）
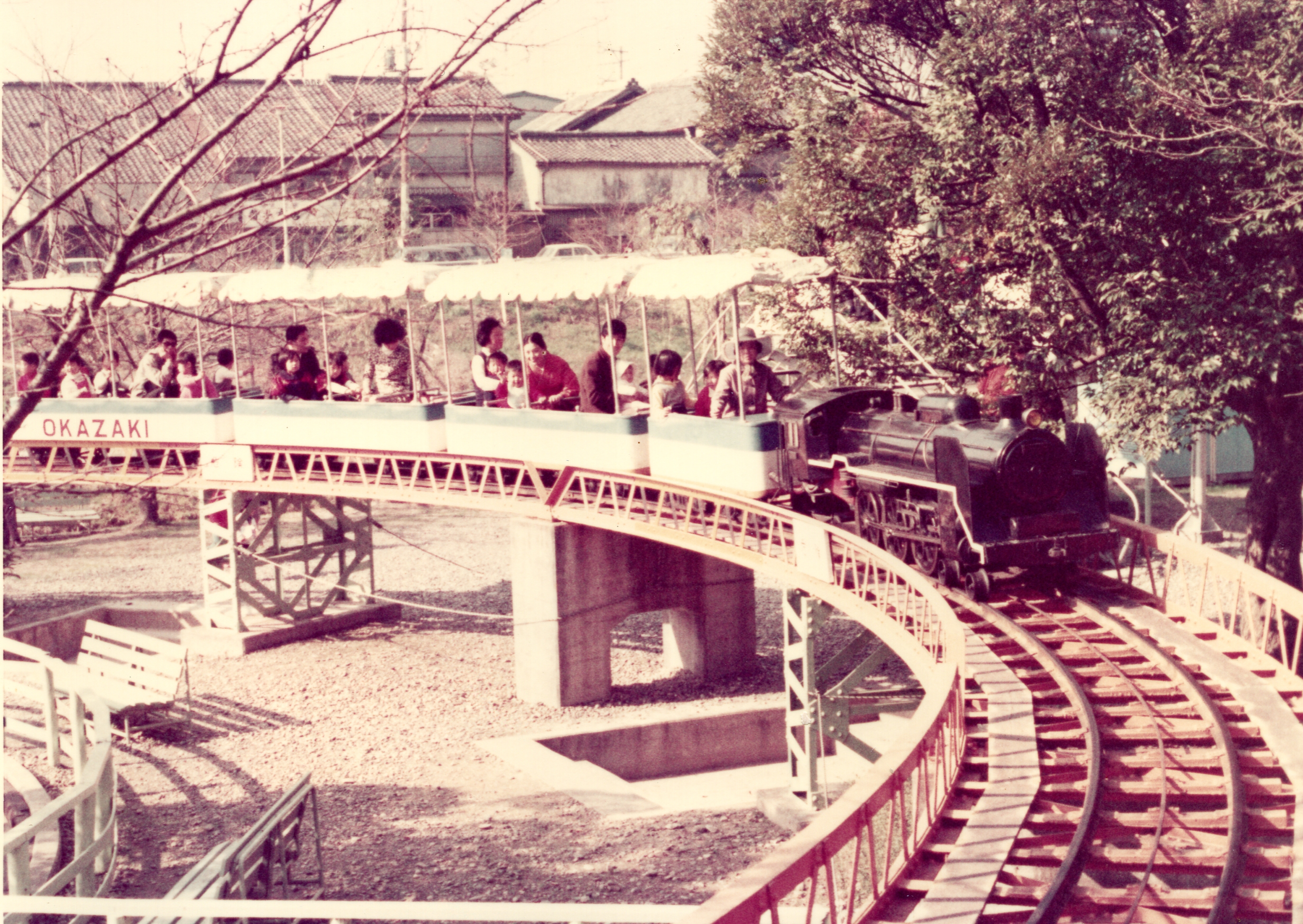
能楽堂と伊賀川の間にあった遊園地（1972年）

## 所在地
- 愛知県岡崎市康生町561番地1

## 交通アクセス

### バス利用
- 名鉄名古屋本線 東岡崎駅から康生町方面に乗車。約7分。
- JR東海道本線 / 愛知環状鉄道・愛知環状鉄道線 岡崎駅から約15分。「殿橋」下車。

### 徒歩
- 名鉄名古屋本線 東岡崎駅から約15分。
- 名鉄名古屋本線 岡崎公園前駅・愛知環状鉄道線 中岡崎駅から約10分。ただしこちらは各駅停車（普通列車）のみ停車の駅（8月上旬に花火大会が開催される場合などに特急や急行が岡崎公園前駅に臨時停車することがある）。

### 自動車
- 東名高速道路岡崎インターチェンジより約10分、3km。
- 岡崎城公園駐車場あり（有料、全150台分確保）。